# Legia Warszawa (hokej na lodzie) w sezonie 2012/2013
Hokejowy Uczniowski Klub Sportowy Legia Warszawa w sezonie 2012/2013 występował w rozgrywkach I ligi polskiej w hokeju na lodzie pod tradycyjną nazwą Legii Warszawa. Był to dziesiąty sezon na tym poziomie rozgrywkowym w historii klubu, a ósmy z kolei.
W rundzie zasadniczej sezonu 2012/2013 drużyna HUKS Legia Warszawa zajęła czwarte miejsce w lidze i uzyskała prawo gry w fazie play-off o mistrzostwo I ligi oraz awans do Polskiej Hokej Ligi. Spośród rozegranych 24 kolejek Wojskowi wygrali jedenaście meczów w regulaminowym czasie gry i jeden po dogrywce. Z kolei przegrali również jedenaście spotkań oraz jedno po dogrywce. Łącznie zdobyli 36 punktów. W dwudziestu czterech meczach Legioniści strzelili 79 goli, a stracili 105; różnica wynosi dwadzieścia sześć bramek straconych więcej niż strzelonych.
Najskuteczniejszym zawodnikiem Legii był Tomasz Wołkowicz, który zdobył 12 bramek. Jedno trafienie mniej zanotował Karol Wąsiński.
Drużyna w tym sezonie nie występowała w rozgrywkach Pucharu Polski edycji 2012/2013.

## Przed sezonem
W czerwcu z prowadzenia drużyny zrezygnował dotychczasowy trener Zbigniew Stajak, który został wybrany na stanowisko Sekretarza Generalnego Polskiego Związku Hokeja na Lodzie. Zarząd klubu w dniu 10 sierpnia 2012 spotkał się z zawodnikami. Celem spotkania było omówienie spraw finansowych klubu oraz zakontraktowanie nowego szkoleniowca, którym miał zostać Jacek Szopiński, były szkoleniowiec Podhala Nowy Targ. Przygotowania do nowego sezonu drużyna prowadzona przez trenera przygotowania fizycznego Pawła Krajczyńskiego rozpoczęła 14 sierpnia 2012 roku. Budżet klubu szacowany na 100 tysięcy złotych był mniejszy niż w poprzednim sezonie, przez co zaistniało zagrożenie, że Legioniści mogli nie wystartować w nowym sezonie. Problemy finansowe spowodowały, że prezes klubu Piotr Demiańczuk złożył do Polskiego Związku Hokeja na Lodzie wniosek o wycofanie UHKS Mazowsze Legia Warszawa z rozgrywek I ligi hokeja na lodzie, o czym poinformował drużynę na spotkaniu 20 sierpnia. W związku z trudną sytuacją klubu z Warszawy, z listem otwartym do prezydent miasta stołecznego Warszawy, Hanny Gronkiewicz-Walz wystąpił prezes PZHL dr Piotr Hałasik. Apelował w nim o pomoc dla drużyny kontynuującej hokejowe tradycje Legii Warszawa, 13-krotnego mistrza Polski.
We wrześniu doszło do zmian organizacyjnych i strukturowych w klubie. Klub zmienił nazwę z UHKS Mazowsze Legia Warszawa na HUKS Legia Warszawa. Nowym dyrektorem sportowym został Michał Wąsiński, ojciec dwóch zawodników Legii Karola i Patryka. Podpisano również umowę z ITI umożliwiającą korzystanie z nazwy Legia. Ponadto zawarto porozumienie z władzami miejskimi na pokrycie kosztów wynajmu lodowiska. Drużyna została zgłoszona do rozgrywek I ligi.
Pierwszy trening na lodzie zawodnicy odbyli 17 września 2012 roku, a poprowadził go nowy trener Lubomir Witoszek. W pierwszych zajęciach wzięło udział 33 hokeistów. Zawodnicy korzystali bezpłatnie z lodowiska dzięki uprzejmości UHKS Mazowsze. Treningi odbywały się cztery razy w tygodniu.
W styczniu 2013 roku działacze przyjęli nową wersję herbu klubowego. Dotychczasowy herb został wpisany w okrągły czarno-biały emblemat. U dołu umieszczono skrzyżowane kije hokejowe, a na bokach 13 gwiazdek symbolizujących liczbę zdobytych tytułów mistrzowskich.

## Budżet
Drużyna Legii Warszawa nie posiadała strategicznego sponsora, natomiast zawarła kilka umów sponsorskich. Pierwsza została podpisana 8 sierpnia 2012 roku z warszawską firmą ALL-House, która zajmuje się kompleksowymi usługami remontowo-wykończeniowymi. Drugim sponsorem została firma budowlana ARAS Arkadiusz Szaniawski. Działacze klubu podjęli szereg działań w celu podpisania kolejnych umów sponsorskich. W styczniu stołeczny klub rozpoczął współpracę z firmą Testa Communications, agencją zajmującą się marketingiem i public relations oraz ze spółką WPC, dystrybutorem długopisów marki Pilot. Ponadto klub starał się o pozyskanie środków z budżetu miasta i złożył ofertę w konkursie Biura Sportu i Rekreacji miasta st. Warszawy. Zadanie to było skierowane dla drużyn siatkówki i hokeja na lodzie na poziomie drugiej ligi i wzwyż. Docelowo do pozyskania jest kwota 91 tys. zł na rok 2012 oraz 680 tys. zł na 2013 rok. Jednak wniosek Legii został odrzucony z przyczyn formalnych.
Bilet na pojedynczy mecz kosztował 10 zł. Ponadto klub sprzedawał karnety na mecze I ligi rozgrywane w Warszawie. Cena jednego karnetu wynosiła 100 zł. Zawodnicy i działacze w celu pozyskania dodatkowych środków na działalność klubu przeprowadzili sprzedaż pamiątek klubowych takich, jak: koszulki, bluzy, czy krążki hokejowe.
Kibice Legii Warszawa przed piłkarskim meczem derbowym z Polonią Warszawa zorganizowali zbiórkę pieniędzy dla sekcji koszykówki i hokeja na lodzie. W wyniku zbiórki klub otrzymał 6620 złotych, które zostały przeznaczone na zakup sprzętu niezbędnego do gry. W pomoc dla sekcji hokejowej włączył się również piłkarz Legii Warszawa Jakub Rzeźniczak, który przekazał na licytację koszulkę z autografami zawodników warszawskiego klubu.
Patronat medialny nad klubem objął serwis Legia.net.

## Transfery
Zgodnie z regulaminem kluby pierwszoligowe mogły dokonywać transferów do 31 stycznia 2013 roku.
Przed nowym sezonem z drużyny odeszło dwóch najlepszych strzelców z poprzedniego sezonu, Mateusz Bepierszcz oraz Filip Komorski. Obydwaj napastnicy zostali wypożyczeni i podpisali kontrakty z beniaminkiem PLH, HC GKS Katowice. Ponadto drużynę opuścili Łukasz Blot, który przeniósł się do Naprzodu Janów, Krzysztof Gutkowski trafił do SMS I Sosnowiec, a także Norbert Karamuz, Tomasz Grunwald, który ze względów zdrowotnych zakończył karierę, Mateusz Wiśniewski wrócił do rodzinnego Torunia oraz Krzysztof Rostkowski. Ponadto z drużyny odszedł trener Zbigniew Stajak.
Drużynę wzmocnili byli zawodnicy Legii, także kilku, którzy wznowili karierę: Gabriel Połącarz, Paweł Popielarz, Maciej Maryniak, Marcin Pawłowski, Tomasz Pawłowski, Adrian Maciejko, Bartosz Pióro, Jakub Kosobucki, Aleksander Holszański i Tomasz Rostkowski. Ponadto do drużyny dołączyli Tomasz Wołkowicz, Mateusz Solon, Maciej Młynarczyk, Mariusz Szaniawski, Mateusz Jendrasik, Ryszard Zdunek oraz jedyny obcokrajowiec w kadrze Białorusin, Ilja Weczer. Stanowisko trenera objął Czech Lubomir Witoszek.
Po szóstej kolejce spotkań do drużyny Legii dołączył obrońca Michał Porębski. Zawodnik dotychczas występował w Ekstralidze w zespole Nesta Toruń, jednak wobec wycofania się tej drużyny z rozgrywek związał się z Legią. W Neście wystąpił w 13 spotkaniach, w których nie zdobył żadnego punktu do klasyfikacji kanadyjskiej.
Drużynę Legii wzmocnił również reprezentacyjny bramkarz Krzysztof Zborowski, który podpisał kontrakt 26 października, dzień przed meczem z Polonią Bytom. W poprzednim sezonie występował w Unii Oświęcim.
Na początku lutego 2013 roku, przed rewanżowym dwumeczem z Polonią Bytom klub Legii pozyskał trzech hokeistów. Jakub Serwiński, Filip Pesta i Oskar Lehmann zostali wypożyczeni do końca sezonu z drużyny KH Gdańsk.

## Sparingi
W ramach przygotowań do drugiej rundy rozgrywek, 16 grudnia 2012 roku Legia Warszawa rozegrała mecz sparingowy z czeską drużyną HC Bohumin, która występuje w lidze regionalnej kraju morawsko-śląskiego. Przy organizacji tego meczu pojawiły się problemy związane z bezpieczeństwem zawodników Legii, jako że kibice czeskiej klubu piłkarskiego Baník Ostrawa zapowiedzieli, że zaatakują hokeistów z Warszawy. Pomimo trudności spotkanie odbyło się w Czechach, a zwyciężyli gospodarze 6:3.
| 16 grudnia 2012 | HC Bohumin | 6:3 | HUKS Legia Warszawa | Bogumin |

| Szczegóły | Szczegóły | Szczegóły     | Szczegóły | Szczegóły |
| --------- | --------- | ------------- | --- | --------- |
|           |           | (2:0 3:1 1:2) | G. Rostkowski - (R. Zdunek, J. Grzesik) P. Wąsiński - (K. Wąsiński) K. Wąsiński - (B. Świderski, P. Wąsiński) |           |

## Lodowisko

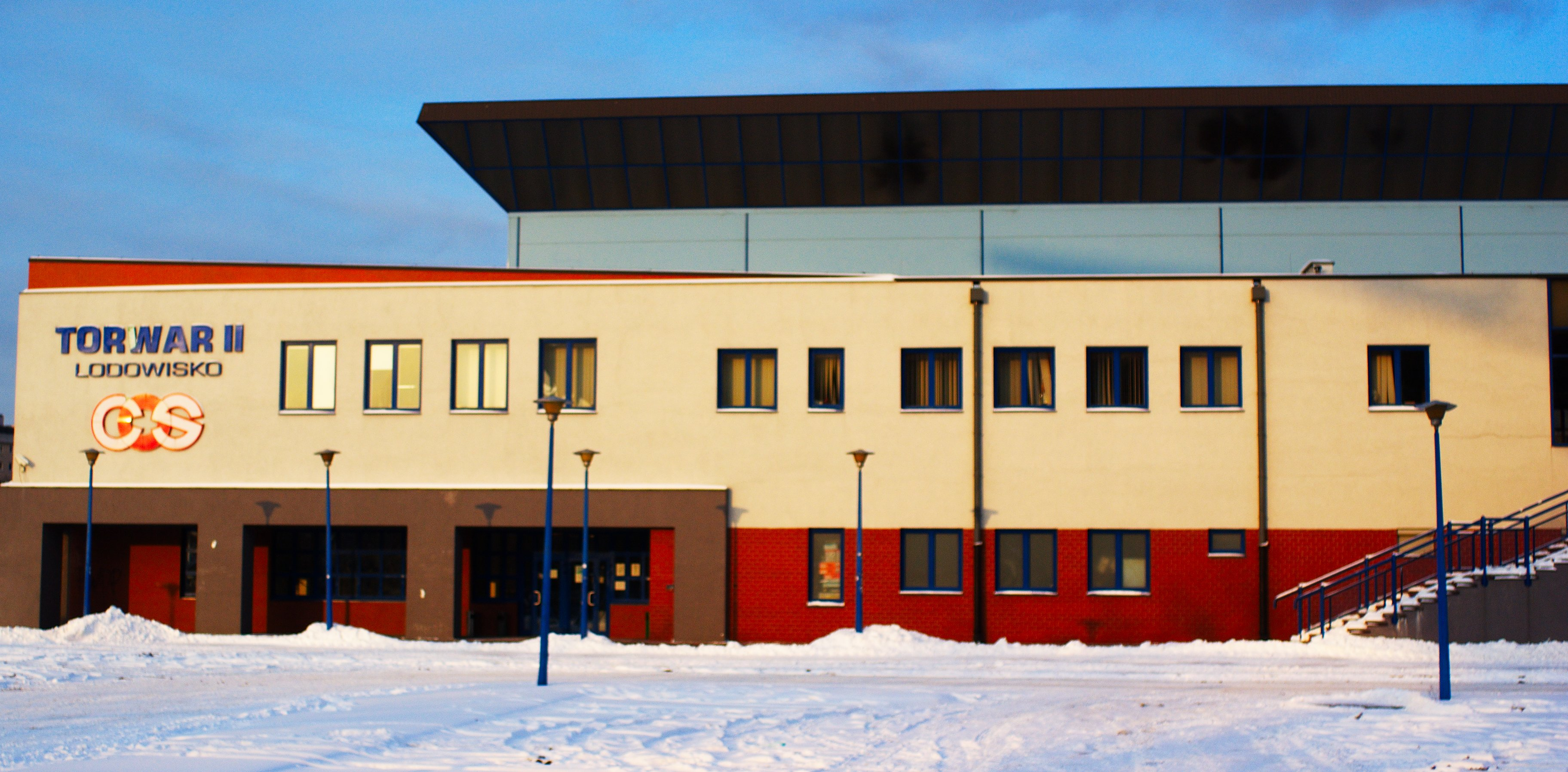
Lodowisko Torwar II

HUKS Legia Warszawa rozgrywała swoje spotkania na sztucznym lodowisku o nazwie Torwar II. Obiekt ten spełnia wszelkie wymagania techniczne Międzynarodowej Federacji Hokeja na Lodzie. Obiekt może pomieścić 640 widzów, którzy zasiadają na plastikowych siedziskach. Płyta lodowa ma następujące wymiary: 60 metrów długości i 30 metrów szerokości.
W sezonie 2012/2013 ze względu na wysokie koszty organizacji mecze ligowe Legii Warszawa mogło oglądać na żywo 299 widzów. Większa liczba kibiców wiązała się z organizacją imprezy masowej, a przez to dodatkowymi kosztami. Od spotkania z SMS Sosnowiec 8 grudnia 2012 roku klub uzyskał zgodę na przeprowadzanie imprez masowych. W związku z tym zniesiony został limit 299 osób, które mogły dotychczas oglądać spotkania Legii.
Oprócz rozgrywanych przez Legię meczów ligowych na lodowisku odbywają się zawody w łyżwiarstwie figurowym oraz curlingu. Z obiektu korzystają również amatorskie drużyny hokejowe.

## Kadra zespołu
Kadra zespołu Legii Warszawa na sezon 2012/2013 liczyła 36 zawodników.
| Kadra             | Kadra                   | Kadra          | Kadra          | Kadra                    |
| Nr                | Nazwisko i imię         | Data urodzenia | Wzrost/Waga    | Poprzedni klub           |
| Bramkarze         | Bramkarze               | Bramkarze      | Bramkarze      | Bramkarze                |
| ----------------- | ----------------------- | -------------- | -------------- | ------------------------ |
| 29                | Krzysztof Zborowski     | 1985-05-22     | 184 cm / 82 kg | Unia Oświęcim            |
| 31                | Michał Strąk            | 1988-01-17     | 180 cm / 75 kg | wychowanek               |
| 39                | Kamil Janiszek          | 1991-01-05     | 184 cm / 83 kg | wychowanek               |
| 1                 | Aleksander Holszański   | 1993-01-25     | 173 cm / 50 kg | wychowanek               |
| Obrońcy           |                         |                |                |                          |
| 77                | Jarosław Grzesik        | 1984-02-04     | 177 cm / 77 kg | Ciarko KH Sanok          |
| 8                 | Maciej Maryniak         | 1986-03-07     | 182 cm / 81 kg | bez klubu                |
| 20                | Maciej Młynarczyk       | 1986-09-28     | 188 cm / 90 kg | Stoczniowiec Gdańsk      |
| 12                | Damian Kran             | 1992-09-24     | 195 cm / 93 kg | wychowanek               |
| 14                | Marcin Pawłowski        | 1983-11-03     | 180 cm / 78 kg | wychowanek               |
| 82                | Tomasz Pawłowski        | 1982-05-12     | 185 cm / 85 kg | wychowanek               |
| ?                 | Bartosz Pióro           | 1987-03-04     | 177 cm / 83 kg | bez klubu                |
| 23                | Gabriel Połącarz        | 1986-07-24     | 179 cm / 74 kg | wychowanek               |
| 44                | Paweł Popielarz         | 1985-12-18     | ? cm / ? kg    | bez klubu                |
| 80                | Michał Porębski         | 1989-04-15     | 177 cm / 79 kg | TKH Nesta Karawela Toruń |
| 71                | Patryk Pronobis         | 1990-01-11     | 174 cm / 70 kg | TKH Nesta Toruń          |
| 19                | Rafał Solon             | 1986-11-26     | 187 cm / 85 kg | Ciarko KH Sanok          |
| 7                 | Maciej Stępski          | 1990-02-02     | 176 cm / 74 kg | wychowanek               |
| 21                | Mariusz Szaniawski      | 1991-06-01     | 181 cm / 74 kg | wychowanek               |
| 9                 | Karol Szaniawski        | 1993-12-01     | 187 cm / 78 kg | wychowanek               |
| 28                | Mateusz Wardecki (kap.) | 1988-10-24     | 184 cm / 88 kg | wychowanek               |
| 75                | Aleksander Wolski       | 1994-11-17     | ? cm / ? kg    | wychowanek               |
| 1                 | Oskar Lehmann           | 1992-06-21     | 176 cm / 73 kg | KH Gdańsk                |
| Napastnicy        |                         |                |                |                          |
| 21                | Mateusz Jendrasik       | 1993-?-?       | ? cm / ? kg    | wychowanek               |
| 10                | Jakub Kosobucki         | 1986-05-11     | 183 cm / 81 kg | bez klubu                |
| 51                | Adrian Maciejko         | 1987-03-18     | 180 cm / 77 kg | TMH Bisset Polonia Bytom |
| ?                 | Tomasz Rostkowski       | 1988-02-17     | 182 cm / 73 kg | wychowanek               |
| 73                | Grzegorz Rostkowski     | 1989-06-27     | 180 cm / 72 kg | wychowanek               |
| 17                | Mateusz Solon           | 1990-04-19     | 172 cm / 73 kg | TMH Bisset Polonia Bytom |
| 13                | Bryan Świderski         | 1994-03-18     | ? cm / ? kg    | SMS I Sosnowiec          |
| 87                | Ilja Weczer             | 1990-04-18     | 188 cm / 93 kg | HK Brześć II             |
| 18                | Patryk Wąsiński         | 1990-08-29     | 177 cm / 75 kg | TMH Bisset Polonia Bytom |
| 95                | Karol Wąsiński          | 1995-01-19     | 171 cm / 65 kg | TMH Bisset Polonia Bytom |
| 11                | Tomasz Wołkowicz        | 1979-08-09     | 185 cm / 86 kg | Naprzód Janów            |
| 22                | Ryszard Zdunek          | 1976-03-31     | 176 cm / 72 kg | TMH Bisset Polonia Bytom |
| 21                | Jakub Serwiński         | 1992-01-06     | 180 cm / 79 kg | KH Gdańsk                |
| 99                | Filip Pesta             | 1993-10-09     | 184 cm / 81 kg | KH Gdańsk                |
| Sztab szkoleniowy |                         |                |                |                          |
| bn                | Lubomir Witoszek        | 1972-12-23     |                | bk                       |
| bn                | Robert Tchórzewski      | 1966-06-21     |                | bk                       |

## Reprezentacja
Trenerzy reprezentacji Polski do lat 20 Andriej Parfionow i Jarosław Morawiecki powołali 28 zawodników kadry na zgrupowanie, które odbyło się w dniach 5-10 listopada w Sanoku. Powołanie otrzymał zawodnik Legii, Karol Szaniawski, natomiast na liście rezerwowej znalazł się kolejny gracz Wojskowych Bryan Świderski. Reprezentacja Polski rozegrała 9 listopada w Sanoku towarzyskie spotkanie z Ukrainą U20.
Karol Szaniawski oraz Bryan Świderski zostali powołani również na drugie zgrupowanie reprezentacji Polski do lat 20. Zawodnicy rozegrali trzy mecze sparingowe, w ramach przygotowań Mistrzostw Świata Dywizji I Grupy B. Karol Szaniawski otrzymał powołanie i wystąpił na Mistrzostwach Świata Juniorów Dywizji I Grupy B. Ostatecznie kadra Polski wygrała turniej i awansowała do Dywizji I Grupy A.
Karol Szaniawski łącznie wystąpił w 9 spotkaniach reprezentacji Polski U20 i zanotował 1 asystę. Pięć z nich rozegrał na Mistrzostwach Świata Juniorów Dywizji I Grupy B.
| Lp | Zawodnik         | Kadra       | Data       | Mecz                              | Rodzaj           | Bramki | Asysty |
| -- | ---------------- | ----------- | ---------- | --------------------------------- | ---------------- | ------ | ------ |
| 1  | Karol Szaniawski | Polska U-20 | 09.11.2012 | Polska 2:1 Ukraina                | towarzyski       | 0      | 0      |
| 2  | Karol Szaniawski | Polska U-20 | 03.12.2012 | Polska 2:1 Dukla Jihlava Juniorzy | towarzyski       | 0      | 0      |
| 3  | Karol Szaniawski | Polska U-20 | 05.12.2012 | Polska 2:3 Austria                | towarzyski       | 0      | 0      |
| 4  | Karol Szaniawski | Polska U-20 | 06.12.2012 | Polska 4:3 Austria                | towarzyski       | 0      | 0      |
| 5  | Karol Szaniawski | Polska U-20 | 10.12.2012 | Polska 6:3 Kazachstan             | MŚJ Dyw. I gr. B | 0      | 0      |
| 6  | Karol Szaniawski | Polska U-20 | 12.12.2012 | Polska 6:2 Wielka Brytania        | MŚJ Dyw. I gr. B | 0      | 1      |
| 7  | Karol Szaniawski | Polska U-20 | 13.12.2012 | Polska 0:2 Ukraina                | MŚJ Dyw. I gr. B | 0      | 0      |
| 8  | Karol Szaniawski | Polska U-20 | 15.12.2012 | Polska 5:0 Chorwacja              | MŚJ Dyw. I gr. B | 0      | 0      |
| 9  | Karol Szaniawski | Polska U-20 | 16.12.2012 | Polska 3:2 Włochy                 | MŚJ Dyw. I gr. B | 0      | 0      |

Powołanie na zgrupowanie Reprezentacji Polski do lat 18 otrzymał napastnik Legii Warszawa, Karol Wąsiński. Kadra prowadzona przez trenerów Tomasza Demkowicza i Ireneusza Jarosza rozegrała w dniach 9-10 listopada dwumecz z kadrą Austrii do lat 18. Napastnik Legii został również powołany na drugie zgrupowanie kadry, które odbyło się w dniach 13-15 grudnia 2012 roku we francuskim Maribel. Polska rozegrała trzy mecze towarzyskie, jednak Wąsiński nie wystąpił w żadnym z nich. Kolejna konsultacja reprezentacji Polski odbyła się w dniach 4 – 8 lutego w Cieszynie. Polacy rozegrali dwa mecze towarzyskie z drużynami z Czech HC Hawierzów i HC Vitkovice Steel. Napastnik Legii zdobył bramkę w meczu z pierwszym rywalem. Bezpośrednio przed startem mistrzostw świata reprezentacja Polski rozegrała trzy sparingowe spotkania z juniorską drużyną HC Poruba. Wąsiński wystąpił w dwóch spotkaniach, w których zanotował jedną asystę.
| Lp | Zawodnik       | Kadra       | Data       | Mecz                              | Rodzaj     | Bramki | Asysty |
| -- | -------------- | ----------- | ---------- | --------------------------------- | ---------- | ------ | ------ |
| 1  | Karol Wąsiński | Polska U-18 | 10.11.2012 | Polska 6:6 Austria                | towarzyski | 0      | 0      |
| 2  | Karol Wąsiński | Polska U-18 | 07.02.2013 | HC Hawierzów 5:7 Polska           | towarzyski | 1      | 0      |
| 3  | Karol Wąsiński | Polska U-18 | 08.02.2013 | HC Vitkovice Steel 2:4 Polska     | towarzyski | 0      | 0      |
| 4  | Karol Wąsiński | Polska U-18 | 05.04.2013 | HC RT Torex Poruba 3:7 Polska     | towarzyski | 0      | 1      |
| 5  | Karol Wąsiński | Polska U-18 | 05.04.2013 | HC RT Torex Poruba 8:9 pk. Polska | towarzyski | 0      | 0      |

## Sezon zasadniczy
System rozgrywek w sezonie 2012/2013 był dwuetapowy i składał się z sezonu zasadniczego i rundy play-off. Zespoły w sezonie zasadniczym rozegrały dwie rundy po 14 meczów. Drużyny rozegrały ze sobą po dwa mecze (sobota i niedziela). Sezon zasadniczy zakończył się 24 lutego 2013 roku. Następnie cztery najlepsze zespoły rywalizowały w fazie play-off o awans do Ekstraligi. W półfinale (do dwóch zwycięstw) zagrały: pierwsza i czwarta drużyna oraz drugi i trzeci zespół po sezonie zasadniczym. Zwycięzcy półfinałów awansowali do finału rozgrywanego w systemie "best of five".
Na inaugurację sezonu Legia zmierzyła się z Orlikiem Opole. Po pierwszej tercji Legia prowadziła 1:0 po bramce Jakuba Kosobuckiego. Na początku drugiej tercji wyrównał Nalewajka, jednak grająca w osłabieniu Legia znów objęła prowadzenie po indywidualnej akcji Karola Wąsińskiego. Legioniści, którzy przed tym spotkaniem odbyli 8 treningów na lodzie opadli z sił, co wykorzystali przeciwnicy zdobywając 3 bramki i wygrywając spotkanie 5:2. W niedzielnym spotkaniu Legia wygrała z Orlikiem 4:3. Pierwszą bramkę strzelił Tomasz Pawłowski na minutę przed końcem tercji, mimo że Legia grała w osłabieniu. W drugiej części gry Orlik po golach Stopińskiego i Sznotały objął prowadzenie 2:1. W ostatniej tercji Legioniści zagrali skuteczniej, a gole zdobywali Patryk i Karol Wąsińscy oraz Karol Szaniawski. Wynik ustalił na 50 sekund przed końcem meczu Wilusz. W 3 kolejce Legia zmierzyła się w meczu wyjazdowym z KH Gdańsk. Trener Legii nie mógł skorzystać w tym dwumeczu z następujących zawodników: A. Maciejko, M. Solon, M. Młynarczyk, B. Bióro oraz braci Marcina i Tomasza Pawłowskich. W pierwszym meczu Warszawianie wygrali 6:5. Prowadzenie po golu Karola Szaniawskiego objęła Legia, jednak to Gdańsk wygrał pierwszą tercję 3:2 po golach Strużyka, Lehmanna i Serwińskiego, a dla Legii bramkę kontaktową zdobył Kosobucki. W drugiej partii padła jedna bramka, a zdobył ją Strużyk podwyższając wynik spotkania na 4:2. W ostatniej części gry lepiej zagrała Legia. Jej zawodnicy czterokrotnie strzelali bramki, Grzegorz Rostkowski dwie, Karol Wąsiński i Karol Szaniawski, a gospodarze odpowiedzieli jednym trafieniem Ziółkowskiego. Druga bramka Rostkowskiego decydująca o zwycięstwie Legii została zdobyta na 30 sekund przed końcem meczu. W drugim meczu wyraźnie lepszym zespołem byli gospodarze, którzy wygrali 4:0. W pierwszej tercji zawodnicy KH Gdańsk strzelili 1 bramkę, w drugiej 2, a w trzeciej ponownie 1. O zwycięstwie zadecydowało zmiana bramkarza na Arnolda Szymczewskiego, który bronił skutecznie.
W meczu piątej kolejki Legia na własnym lodowisku pokonała po rzutach karnych Naprzód Janów 5:4. Przez pierwsze dwie tercje prowadzili goście 3:1, a jedyną bramkę dla Legii zdobył obrońca Damian Kran. W trzeciej tercji Legioniści odrobili straty i doprowadzili do remisu po golach Patryka i Karola Wąsińskich. Na 3 minuty przed końcem meczu czwartą bramkę dla gospodarzy zdobył Mateusz Solon. W końcówce spotkania w wyniku otrzymanych kar Legia grała 3 na 6, ponieważ Naprzód zmienił bramkarza na zawodnika w polu. Przewagę gości wykorzystał Cinalski strzałem z dystansu. Wobec remisu w regulaminowym czasie gry, zarządzono rozegranie dogrywki, w której żadna z drużyn nie zdobyła bramki. O wyniku spotkania zadecydowały rzuty karne, które lepiej wykonywali gospodarze i po bramkach Tomasza Wołkowicza i Patryka Wąsińskiego Legia wygrała mecz. W spotkaniu z Naprzodem Legia wystąpiła w nowych strojach. Przed spotkaniem klub uhonorował zmarłego Pawła Piekarzewskiego, byłego kierownika zespołu Legii i ojca byłego gracza Wojskowych Filipa Komorskiego, poprzez wywieszenie koszulki klubowej z nr 5 i nazwiskiem za jedną z bramek. Następnego dnia mecz pomiędzy tymi samymi zespołami ponownie wygrała Legia w stosunku bramek 5:4. Pierwsza tercja zakończyła się remisem 1:1, a bramkę dla Warszawian zdobył Patryk Wąsiński. W drugiej tercji Legia objęła prowadzenie po golu Mateusza Solona, jednak goście wyrównali. W ostatniej, trzeciej tercji na dwu bramkowe prowadzenie wyszli Janowianie, jednak Legioniści po trafieniach Tomasza Wołkowicza i Grzegorza Rostkowskiego wyrównali stan meczu. Na czterdzieści sekund przed końcową syreną bramkę zdobył Mateusz Solon i zapewnił Legii komplet punktów.
W trzecim wyjazdowym spotkaniu Legia zmierzyła się z liderem MMKS Podhalem Nowy Targ. Spotkanie to było transmitowane on-line przez oficjalny serwis internetowy Podhala. W tym dwumeczu trener Witoszek nie mógł skorzystać z Tomasza Pawłowskiego, Ilji Weczera, Pawła Popielarza oraz Tomasza Wołkowicza. Spotkanie lepiej rozpoczęli gracze Podhala i szybko objęli prowadzenie. W tej tercji jednak nie padło już więcej bramek, a wszystko przez dobrą grę bramkarza Legii, Michała Strąka. Wojskowi byli słabsi od przeciwników, którzy w dwóch kolejnych tercjach strzelili po 3 gole i zasłużenie wygrali całe spotkanie 7:0. W drugim meczu rozegranym następnego dnia ponownie mecz wygrało Podhale w stosunku 6:1. Pierwsza tercja zakończyła się wynikiem 2:0, identyczny wynik padł w drugiej części gry. W trzeciej tercji jedyną bramkę dla Legii zdobył Karol Szaniawski po podaniu Patryka Wąsińskiego. Jednak to gospodarze strzelili dwa gole i ustalili wynik meczu.
W spotkaniu z Polonią Bytom z powodu kontuzji nie zagrają Mateusz Jendrasik, Gabriel Połącarz oraz Mariusz Szaniawski. Z kolei Damian Kran został ukarany przez PZHL po meczu z Podhalem karą absencji w trzech spotkaniach oraz grzywną 700 zł. Mecz lepiej rozpoczęła Polonia, która prowadziła 2:0. Jednak Legia po golach Patryka Wąsińskiego i Tomasza Wołkowicza doprowadziła do remisu. W drugiej tercji ponownie prowadzenie objęli goście, ale po golu Wołkowicza znów był remis. Następnie prowadzenie objęła Polonia po golu Szymańskiego, ale w ostatniej sekundzie wyrównał Paweł Popielarz. W ostatniej części gry Legia wyszła na prowadzenie po golu Jakuba Kosobuckiego. Jednak to Polonia wygrała mecz zdobywając 3 gole. W rewanżowym meczu Polonia zdecydowanie pokonała Legię w stosunku bramek 6:1. Pierwsza tercja gry zakończyła się bezbramkowym remisem. W drugiej odsłonie mecz zdominowali goście strzelając 3 gole. Warszawianie zdobyli jedną bramkę strzeloną przez Ryszarda Zdunka. W ostatniej tercji bramki zdobywali wyłącznie Bytomianie, a uczynili to trzykrotnie.
W ostatnim dwumeczu I rundy Legia rywalizowała z SMS Sosnowiec. W pierwszym, sobotnim spotkaniu Warszawianie wygrali 6:1. Pierwsza tercja zakończyła się remisem 1:1, a bramkę dla Legii zdobył Rafał Solon. W drugiej odsłonie, Legioniści byli lepsi i strzelili trzy gole. Do bramki trafiali kolejno: Patryk Wąsiński i dwa razy Tomasz Wołkowicz. W ostatniej tercji na listę strzelców wpisali się Ryszard Zdunek i Jarosław Grzesik. W niedzielnym spotkaniu ponownie lepsza była Legia Warszawa, która pokonała SMS w stosunku bramek 7:3. Wynik spotkania został ustalony w pierwszej tercji, która zakończyła się zwycięstwem gospodarzy 4:1. Bramki zdobyli: Karol Wąsiński, Brayan Świderski, Michał Porębski i Patryk Wąsiński. W drugiej części gry triumfowali goście 2:1, a strzelcem jedynej bramki dla Legii był Ryszard Zdunek. Trzecia tercja zakończyła się zwycięstwem Legii 2:0, po golach Grzegorza Rostkowskiego i Rafała Solona.
Legia rundę rewanżową rozpoczęła od wyjazdowej porażki 2:5 z Orlikiem Opole. Bramki dla Warszawian zdobyli Ryszard Zdunek i Tomasz Wołkowicz. W niedzielnym spotkaniu zwyciężyła Legia 4:2 dzięki dwóm bramkom Ryszarda Zdunka oraz trafieniom Karola Wąsińskiego i Mateusza Solona. W trzeciej kolejce rundy rewanżowej Legia rywalizowała przed własną publicznością z drużyną KH Gdańsk. W pierwszym, sobotnim meczu wygrała 4:3. Po dwie bramki dla gospodarzy zdobyli Karol Wąsiński i Tomasz Wołkowicz. Od tego spotkania na strojach zawodników i bandach pojawiło się logo nowego sponsora klubu firmy Pilot. W niedzielnym meczu zwyciężyli Warszawianie 4:1, dzięki czemu wywalczyli komplet punktów. Dwie bramki w tym spotkaniu zdobył Karol Szaniawski, a po jednej Mateusz Wardecki i Tomasz Wołkowicz. W 19 i 20 kolejce spotkań Legia zmierzyła się na wyjeździe z Naprzodem Janów. Obydwa spotkania zakończyły się zwycięstwami gospodarzy. W pierwszym meczu padł wynik 9:2. W pierwszej tercji zawodnicy Naprzodu strzelili trzy bramki, a w drugiej zdominowali gości zaliczając pięć trafień. Legia odpowiedziała bramkami Tomasza Wołkowicza i Patryka Wąsińskiego. W niedzielnym spotkaniu również przeważali Janowianie, którzy wygrali dwie tercje w stosunku 2:1, a w trzeciej 3:1. Bramki dla Warszawian zdobyli Karol Szaniawski, Damian Kran oraz Karol Wąsiński. W następnych dwóch kolejkach Legia podejmowała na własnym lodowisku lidera rozgrywek zespół Podhala Nowy Targ. W pierwszym meczu wysoko 7:1 zwyciężyli goście. Jedyną bramkę dla Wojskowych zdobył Adrian Maciejko po podaniu Jarosława Grzesika. Następnego dnia wygrała Legia 4:2. Była to pierwsza porażka Podhala w lidze w regulaminowym czasie gry. Wcześniej zawodnicy z Nowego Targu przegrali z Naprzodem Janów po serii rzutów karnych. Bramki dla gospodarzy strzelili Ilja Weczer, Grzegorz Rostkowski, Karol Wąsiński i Patryk Wąsiński. Dzięki zwycięstwu nad Podhalem Nowy Targ Legia awansowała na czwarte miejsce w tabeli promujące ją do gry w play-off o Ekstraligę. Kolejnym przeciwnikiem był zespół wicelidera Polonii Bytom. Pierwsze spotkanie zakończyło się zwycięstwem gospodarzy 4:3. W regulaminowym czasie gry był remis 3:3, a o zwycięstwie Polonii przesądziła bramka w dogrywce debiutującego w Polonii Filipa Stoklasy. Gole dla Legii zdobyli Grzegorz Rostkowski, Karol Wąsiński oraz Patryk Wąsiński. W rozgrywanym następnego dnia spotkaniu również triumfowali gospodarze wygrywając 7:3. Strzelcami bramek dla Legii byli Gabriel Połącarz, Patryk Wąsiński oraz Ryszard Zdunek. Dwie porażki w Bytomiu spowodowały, że Legia spadła w tabeli na piątą pozycję i o grze w play-off miały zdecydować wyniki dwumeczu z SMS Sosnowiec. W ostatnim dwumeczu rundy zasadniczej Legia zmierzyła się na wyjeździe z SMS Sosnowiec. Do awansu do fazy play-off drużyna z Warszawy potrzebowała kompletu punktów. Sobotnie spotkanie zakończyło się zwycięstwem Legii 4:1. Na listę strzelców wpisali się Jakub Serwiński, Karol Szaniawski, Mateusz Solon oraz Rafał Solon. Następnego dnia ponownie triumfowali goście wygrywając mecz 3:1. Bramki zdobyli Jakub Serwiński, Karol Szaniawski oraz Tomasz Wołkowicz.

### Mecze
| 29 września 2012 | HUKS Legia Warszawa | 2:5 | MUKS Orlik Opole | Torwar II, Warszawa |

| Szczegóły      | Szczegóły | Szczegóły       | Szczegóły | Szczegóły                                                                                    |
| -------------- | --- | --------------- | --- | -------------------------------------------------------------------------------------------- |
| Godzina: 15:30 | (K. Szaniawski, D. Kran) - J. Kosobucki (EQ) 05:30 K. Wąsiński (SH) 30:47 | (1:0, 1:3, 0:2) | 26:16 (EQ) R. Nalewajka 34:22 (PP) M. Pawlak - (M. Resiak, R. Nalewajka) 35:49 (EQ) P. Wacławczyk - (M. Pawlak) 41:32 (EQ) M. Szczurek - (B. Talaga, R. Nalewajka) 44:30 (PP) R. Bernacki - (M. Wilusz) | Widzów: 300 Sędzia główny: Sebastian Molęda Sędziowie liniowi: Paweł Pomorzewski Wiktor Zień |
| Godzina: 15:30 | 24 min. kar |                 | 18 min. kar | Widzów: 300 Sędzia główny: Sebastian Molęda Sędziowie liniowi: Paweł Pomorzewski Wiktor Zień |
| Godzina: 15:30 | Skład: 31. M. Strąk, 1. A. Holszański (nie grał)- 11. T. Pawłowski (6), 23. G. Połącarz, 98. P. Wąsiński, 95. K. Wąsiński, 93. M. Solon - 19. R. Solon, 28. M. Wardecki (C), 94. B. Śiderski, 7. M. Stępski, 51. A. Maciejko - 5. D. Kran (2), 9. K. Szaniawski (2), 10. J. Kosobucki (2), 84. J. Grzesik (2), 21. P. Pronobis, 24. M. Jendrasik, 61. M. Młynarczyk, 69. A. Wolski Trener: Lubomir Witoszek |                 | Skład: 1. P. Jakubowski - 23. M. Stopiński, 8. K. Zwierz, 3. W. Błaszków (2), 10. M. Obrał, 14. T. Sznotala (2) - 6. M. Szczurek, 68. R. Nalewajka, 24. B. Talaga (10), 83. R. Bernacki, 22. S. Szydło - 15. P. Wacławczyk, 18. M. Resiak (2), 20. M. Pawlak, 12. M. Wilusz, 13. B. Zdrojewski Trener: Miroslav Doležalík | Widzów: 300 Sędzia główny: Sebastian Molęda Sędziowie liniowi: Paweł Pomorzewski Wiktor Zień |

| 30 września 2012 | HUKS Legia Warszawa | 4:3 | MUKS Orlik Opole | Torwar II, Warszawa |

| Szczegóły      | Szczegóły | Szczegóły       | Szczegóły | Szczegóły                                                                                |
| -------------- | --- | --------------- | --- | ---------------------------------------------------------------------------------------- |
| Godzina: 13:30 | (P. Wąsiński, K. Wąsiński) - T. Pawłowski (SH) 19:02 (D. Kran) - P. Wąsiński (EQ) 42:49 (M. Solon) - K. Wąsiński (EQ) 54:15 (D. Kran) - K. Szaniawski (PP) 55:20 | (1:0, 0:2, 3:1) | 29:08 (EQ) M. Stopiński - (K. Zwierz) 34:33 (EQ) T. Sznotala - (K. Cwykiel) 59:11 (PP2) M. Wilusz | Widzów: 280 Sędzia główny: Tomasz Heltman Sędziowie liniowi: Łukasz Wierucki Wiktor Zień |
| Godzina: 13:30 | 61 min. kar |                 | 61 min. kar | Widzów: 280 Sędzia główny: Tomasz Heltman Sędziowie liniowi: Łukasz Wierucki Wiktor Zień |
| Godzina: 13:30 | Skład: 31. M. Strąk, 1. A. Holszański (nie grał) - 11. T. Pawłowski (2), 23. G. Połącarz, 98. P. Wąsiński, 95. K. Wąsiński, 93. M. Solon - 19. R. Solon (2), 28. M. Wardecki C (2), 94. B. Śiderski (2), 7. M. Stępski (2), 51. A. Maciejko (2) - 5. D. Kran (2), 9. K. Szaniawski (2), 10. J. Kosobucki, 84. J. Grzesik, 21. P. Pronobis (39) - 24. M. Jendrasik, 61. M. Młynarczyk, 1. P. Popielarz (2), 69. G. Rostkowski Trener: Lubomir Witoszek |                 | Skład: 1. P. Jakubowski – 18. M. Resiak, 20. M. Pawlak (4), 13. B. Zdrojewski, 12. M. Wilusz, 15. P. Wacławczyk - 24. B. Talaga (10), 83. R. Bernacki, 68. R. Nalewajka (29), 22. S. Szydło (2), 6. M. Szczurek (4) - 23. M. Stopiński (2), 3. W. Błaszków (12), 14. T. Sznotala (2), 8. K. Zwierz (4), 10. M. Obrał, 19. K. Cwykiel (2) Trener: Miroslav Doležalík | Widzów: 280 Sędzia główny: Tomasz Heltman Sędziowie liniowi: Łukasz Wierucki Wiktor Zień |

| 6 października 2012 | KH Gdańsk | 5:6 | HUKS Legia Warszawa | Olivia, Gdańsk |

| Szczegóły      | Szczegóły | Szczegóły       | Szczegóły | Szczegóły |
| -------------- | --- | --------------- | --- | --- |
| Godzina: 19:00 | (W. Wrycza, T. Ziółkowski) - M. Strużyk (PP) 05:08 (M. Strużyk) - O. Lehmann (PP) 08:12 (J. Stasiewicz) - J. Serwiński (EQ) 14:31 (F. Pesta, J. Stasiewicz) - M. Strużyk (EQ) 22:46 T. Ziółkowski (PP2) 55:50                                                                                         | (3:2, 1:0, 1:4) | 02:38 (EQ) K. Szaniawski - (J. Kosobucki, P. Popielarz) 18:09 (EQ) J. Kosobucki - (B. Świderski) 46:12 (PP) G. Rostkowski - (D. Kran, P. Wąsiński) 50:46 (PP) K. Wąsiński - (P. Wąsiński, G. Rostkowski) 53:46 (EQ) K. Szaniawski - (J. Kosobucki) 59:28 (EQ) G. Rostkowski - (P. Wąsiński, K. Wąsiński)                                                                 | Widzów: 300 Sędzia główny: Włodzimierz Zarodkiewicz Sędziowie liniowi: Grzegorz Kaczyński Mariusz Tymczyszyn |
| Godzina: 19:00 | 20 min. kar |                 | 18 min. kar | Widzów: 300 Sędzia główny: Włodzimierz Zarodkiewicz Sędziowie liniowi: Grzegorz Kaczyński Mariusz Tymczyszyn |
| Godzina: 19:00 | Skład: 1. B. Maza - 28. M. Kabat, 10. F. Kwieciński, 7. W. Wrycza, 12. T. Ziółkowski, 40. M. Strużyk - 13. B. Aleniewski, 3. O. Lehmann, 19. J. Stasiewicz, 6. J. Serwiński, 9. F. Pesta - 21. M. Ruszkowski, 18. P. Trawczyński, 66. M. Kulczyk, 61. B. Duda, 44. J. Kubicki Trener: Henryk Zabrocki |                 | Skład: 31. M. Strąk, 1. A. Holszański (nie grał) - 21. P. Pronobis, 23. G. Połącarz, 98. P. Wąsiński, 7. M. Stępski, 95. K. Wąsiński - 28. M. Wardecki C, 19. R. Solon, 94. B. Świderski, 61. G. Rostkowski, 11. I. Weczer - 5. D. Kran, 84. J. Grzesik, 10. J. Kosobucki, 69. P. Popielarz, 9. K. Szaniawski - 24. M. Jendrasik, 93. A. Wolski Trener: Lubomir Witoszek | Widzów: 300 Sędzia główny: Włodzimierz Zarodkiewicz Sędziowie liniowi: Grzegorz Kaczyński Mariusz Tymczyszyn |

| 7 października 2012 | KH Gdańsk | 4:0 | HUKS Legia Warszawa | Olivia, Gdańsk |

| Szczegóły      | Szczegóły | Szczegóły       | Szczegóły | Szczegóły |
| -------------- | --- | --------------- | --- | --- |
| Godzina: 10:30 | (W. Wrycza, M. Kabat) - T. Ziółkowski (PP) 13:45 (M. Strużyk, T. Ziółkowski) - W. Wrycza (PP) 21:13 (F. Pesta, J. Serwiński) - J. Stasiewicz (EQ) 21:46 (J. Serwiński) - J. Stasiewicz (EQ) 48:13 | (1:0, 2:0, 1:0) | | Widzów: 300 Sędzia główny: Włodzimierz Zarodkiewicz Sędziowie liniowi: Grzegorz Kaczyński Mariusz Tymczyszyn |
| Godzina: 10:30 | 16 min. kar |                 | 36 min. kar | Widzów: 300 Sędzia główny: Włodzimierz Zarodkiewicz Sędziowie liniowi: Grzegorz Kaczyński Mariusz Tymczyszyn |
| Godzina: 10:30 | Skład: 30. A. Szymczewski, 1. B. Maza (nie grał) - 28. M. Kabat, 10. F. Kwieciński, 7. W. Wrycza, 12. T. Ziółkowski, 40. M. Strużyk - 13. B. Aleniewski, 3. O. Lehmann, 19. J. Stasiewicz, 6. J. Serwiński, 9. F. Pesta - 21. M. Ruszkowski, 18. P. Trawczyński, 66. M. Kulczyk, 61. B. Duda, 44. J. Kubicki, 14. K. Tomf Trener: Henryk Zabrocki |                 | Skład: 31. M. Strąk, 1. A. Holszański (nie grał) - 21. P. Pronobis, 23. G. Połącarz, 98. P. Wąsiński (10), 7. M. Stępski, 95. K. Wąsiński - 28. M. Wardecki C (10), 19. R. Solon, 94. B. Świderski, 61. G. Rostkowski, 11. I. Weczer - 5. D. Kran, 84. J. Grzesik, 10. J. Kosobucki, 69. P. Popielarz, 9. K. Szaniawski - 24. M. Jendrasik, 93. A. Wolski Trener: Lubomir Witoszek | Widzów: 300 Sędzia główny: Włodzimierz Zarodkiewicz Sędziowie liniowi: Grzegorz Kaczyński Mariusz Tymczyszyn |

| 13 października 2012 | HUKS Legia Warszawa | 5:4 k. | MUKS Naprzód Janów | Torwar II, Warszawa |

| Szczegóły      | Szczegóły | Szczegóły                       | Szczegóły | Szczegóły                                                                                  |
| -------------- | --- | ------------------------------- | --- | ------------------------------------------------------------------------------------------ |
| Godzina: 15:30 | (G. Rostkowski, T. Pawłowski) - D. Kran (EQ) 38:11 (K. Wąsiński, P. Wąsiński) - M. Solon (EQ) 43:31 (M. Solon) - K. Wąsiński (EQ) 47:08 (T. Wołkowicz) - M. Solon (EQ) 56:50 T. Wołkowicz (SO) P. Wąsiński (SO) | (0:1, 1:2, 3:1, d. 0:0, k. 2:0) | 01:45 (PP) M. Gurazda - (P. Banachewicz) 25:00 (EQ) M. Podsiedlik - (Ł. Kisiel) 30:06 (EQ) T. Rasikoń - (A. Krzysztofik) 59:47 (PP2) P. Cinalski - (M. Gryc, R. Bibrzycki) | Widzów: 280 Sędzia główny: Michał Baca Sędziowie liniowi: Rafał Noworyta Paweł Pomorzewski |
| Godzina: 15:30 | 79 min. kar |                                 | 62 min. kar | Widzów: 280 Sędzia główny: Michał Baca Sędziowie liniowi: Rafał Noworyta Paweł Pomorzewski |
| Godzina: 15:30 | Skład: 31. M. Strąk, 1. A. Holszański (nie grał) - 28. M. Wardecki C, 19. R. Solon, 18. P. Wąsiński, 73. G. Rostkowski, 95. K. Wąsiński - 82. T. Pawłowski, 12. D. Kran, 13. B. Śiderski, 51. A. Maciejko, 87. I. Weczer - 77. J. Grzesik, 9. K. Szaniawski (25), 10. J. Kosobucki (25), 11. T. Wołkowicz, 44. P. Popielarz - 71. P. Pronobis, 21. M. Szaniawski, 7. M. Stępski, 17. M. Solon, 20. M. Młynarczyk Trener: Lubomir Witoszek |                                 | Skład: 39. S. Niemczyk, ?. Romanowski (nie grał) - 7. Ł. Mejka, 14. M. Gnyp, 78. M. Sowiński, 19. M. Gryc, 69. Ł. Elżbieciak C - 27. P. Cinalski, 98. D. Bajer, 21. M. Gurazda, 11. P. Banachewicz, 26. R. Bibrzycki - 13. P. Kostromitin, 85. M. Kosakowski (25), 29. M. Podsiedlik, 88. Ł. Kisiel (25), 66. J. Piper - 92. I. Sarna, 24. T. Rasikoń, 20. A. Krzysztofik, 28. P. Wądra, 61. P. Dominiczewski Trener: Janusz Imiołczyk | Widzów: 280 Sędzia główny: Michał Baca Sędziowie liniowi: Rafał Noworyta Paweł Pomorzewski |

| 14 października 2012 | HUKS Legia Warszawa | 5:4 | MUKS Naprzód Janów | Torwar II, Warszawa |

| Szczegóły      | Szczegóły | Szczegóły       | Szczegóły | Szczegóły                                                                                |
| -------------- | --- | --------------- | --- | ---------------------------------------------------------------------------------------- |
| Godzina: 13:30 | (M. Solon) - P. Wąsiński (EQ) 19:00 (P. Wąsiński, D. Kran) - M. Solon (PP) 29:08 (R. Solon, A. Maciejko) - T. Wołkowicz (EQ) 46:49 (R. Solon) - G. Rostkowski (EQ) 56:48 (T. Wołkowicz, D. Kran) - M. Solon (EQ) 59:20 | (1:1, 1:1, 3:2) | 13:02 (SH) M. Sowiński - (M. Gryc, Ł. Mejka) 39:15 (EQ) J. Piper - (Ł. Kisiel, T. Rasikoń) 45:04 (EQ) T. Rasikoń - (P. Wądra, P. Cinalski) 45:54 (PP) Ł. Mejka - (M. Sowiński, M. Gryc) | Widzów: 280 Sędzia główny: Paweł Kobielusz Sędziowie liniowi: Rafał Noworyta Wiktor Zień |
| Godzina: 13:30 | 30 min. kar |                 | 16 min. kar | Widzów: 280 Sędzia główny: Paweł Kobielusz Sędziowie liniowi: Rafał Noworyta Wiktor Zień |
| Godzina: 13:30 | Skład: 31. M. Strąk, 1. A. Holszański (nie grał) - 28. M. Wardecki C, 19. R. Solon, 18. P. Wąsiński, 73. G. Rostkowski, 95. K. Wąsiński - 82. T. Pawłowski, 12. D. Kran, 13. B. Śiderski, 51. A. Maciejko, 17. M. Solon - 77. J. Grzesik, 9. K. Szaniawski, 10. J. Kosobucki, 11. T. Wołkowicz, 44. P. Popielarz - 71. P. Pronobis, 21. M. Jendrasik, 7. M. Stępski, 87. M. Maryniak, 20. M. Młynarczyk Trener: Lubomir Witoszek |                 | Skład: 39. S. Niemczyk, ?. Romanowski (nie grał) - 7. Ł. Mejka, 14. M. Gnyp, 78. M. Sowiński, 19. M. Gryc, 69. Ł. Elżbieciak C - 27. P. Cinalski, 98. D. Bajer, 21. M. Gurazda, 11. P. Banachewicz, 26. R. Bibrzycki - 13. P. Kostromitin, 85. M. Kosakowski (25), 29. M. Podsiedlik, 88. Ł. Kisiel (25), 66. J. Piper - 92. I. Sarna, 24. T. Rasikoń, 20. A. Krzysztofik, 28. P. Wądra, 61. P. Dominiczewski Trener: Janusz Imiołczyk | Widzów: 280 Sędzia główny: Paweł Kobielusz Sędziowie liniowi: Rafał Noworyta Wiktor Zień |

| 20 października 2012 | MMKS Podhale Nowy Targ | 7:0 | HUKS Legia Warszawa | Hala Lodowa, Nowy Targ |

| Szczegóły      | Szczegóły | Szczegóły       | Szczegóły | Szczegóły                                                                                     |
| -------------- | --- | --------------- | --- | --------------------------------------------------------------------------------------------- |
| Godzina: 18:00 | (K. Bryniczka) - M. Michalski (EQ) 04:06 (R. Mrugała) - F. Wielkiewicz (EQ) 25:08 (J. Ištocy, R. Mrugała) - B. Neupauer (EQ) 27:13 (K. Bryniczka) - F. Wielkiewicz (EQ) 30:39 (K. Bryniczak, F. Wielkiewicz) - K. Kapica (PP) 41:18 (D. Zarotyński, S. Biela) - B. Neupauer (EQ) 49:39 (D. Zarotyński, S. Łabuz) - B. Neupauer (PP) 56:55                                                                                        | (1:0, 3:0, 3:0) | | Widzów: 400 Sędzia główny: Waldemar Kupiec Sędziowie liniowi: Mateusz Bucki Paweł Pomorzewski |
| Godzina: 18:00 | 16 min. kar |                 | 20 min. kar | Widzów: 400 Sędzia główny: Waldemar Kupiec Sędziowie liniowi: Mateusz Bucki Paweł Pomorzewski |
| Godzina: 18:00 | Skład: 33. T. Rajski, 41. B. Niesłuchowski (nie grał) - 68. S. Łabuz, 77. R. Mrugała, 27. D. Zarotyński, 9. B. Neupauer, 85. S. Biela - 87. T. Landowski, 11. K. Kapica, 88. M. Michalski (6), 13. K. Bryniczka, 17. F. Wielkiewicz (2) - 15. D. Tomasik, 10. D. Gaczoł, 20. B. Bomba, 16. D. Kapica (4), 32. J. Ištocy - 81. J. Szal, 22. M. Wojdyła, 19. D. Olchawski (4), 21. K. Stypuła, 94. P. Wronka Trener: Marek Ziętara |                 | Skład: 31. Michał Strąk, 1. A. Holszański (nie grał) - 19. R. Solon, 28. M. Wardecki (2), 17. M. Solon, 18. P. Wąsiński, 95. K. Wąsiński - 12. D. Kran (6), 77. J. Grzesik (2), 51. A. Maciejko, 10. J. Kosobucki, 73. G. Rostkowski - 82. M. Porębski (2), 9. K. Szaniawski, 7. M. Stępski, 13. B. Świderski, 23. G. Połącarz (4) - 71. P. Pronobis (4), 75. A. Wolski, 21. M. Szaniawski, 20. M. Młynarczyk Trener: Lubomir Witoszek | Widzów: 400 Sędzia główny: Waldemar Kupiec Sędziowie liniowi: Mateusz Bucki Paweł Pomorzewski |

| 21 października 2012 | MMKS Podhale Nowy Targ | 6:1 | HUKS Legia Warszawa | Hala Lodowa, Nowy Targ |

| Szczegóły      | Szczegóły | Szczegóły       | Szczegóły | Szczegóły                                                                                            |
| -------------- | --- | --------------- | --- | --- |
| Godzina: 18:00 | (K. Bryniczka, K. Kapica) - M. Michalski (PP2) 15:08 (K. Bryniczka, T. Landowski) - D. Kapica (PP) 18:48 M. Michalski (SH) 21:03 (D. Gaczoł, D. Kapica) - J. Ištocy (PP) 26:56 (B. Neupauer) - S. Biela (EQ) 43:31 (K. Stypuła) - D. Olchawski (PP) 52:00 | (2:0, 2:0, 2:1) | 41:11 (EQ) K. Szaniawski - (P. Wąsiński) | Widzów: 600 Sędzia główny: Włodzimierz Zarodkiewicz Sędziowie liniowi: Marcin Ciastoń Mateusz Niżnik |
| Godzina: 18:00 | 12 min. kar |                 | 26 min. kar | Widzów: 600 Sędzia główny: Włodzimierz Zarodkiewicz Sędziowie liniowi: Marcin Ciastoń Mateusz Niżnik |
| Godzina: 18:00 | Skład: 33. T. Rajski, 41. B. Niesłuchowski (od 40 min.) - 68. S. Łabuz, 77. R. Mrugała, 27. D. Zarotyński, 9. B. Neupauer (6), 85. S. Biela (2) - 87. T. Landowski, 11. K. Kapica (2), 88. M. Michalski, 13. K. Bryniczka, 17. F. Wielkiewicz - 15. D. Tomasik, 10. D. Gaczoł, 20. B. Bomba, 16. D. Kapica, 32. J. Ištocy - 81. J. Szal, 22. M. Wojdyła (2), 19. D. Olchawski, 21. K. Stypuła, 94. P. Wronka Trener: Marek Ziętara |                 | Skład: 31. Michał Strąk, 1. A. Holszański (nie grał) - 19. R. Solon, 28. M. Wardecki (4), 17. M. Solon (2), 18. P. Wąsiński (2), 95. K. Wąsiński - 23. G. Połącarz (2), 71. P. Pronobis (2), 13. B. Świderski (2), 9. K. Szaniawski (2), 7. M. Stępski - 77. J. Grzesik (4), 82. M. Porębski (2), 51. A. Maciejko, 10. J. Kosobucki, 73. G. Rostkowski - 12. D. Kran (28), 20. M. Młynarczyk, 21. M. Szaniawski, 75. A. Wolski Trener: Lubomir Witoszek | Widzów: 600 Sędzia główny: Włodzimierz Zarodkiewicz Sędziowie liniowi: Marcin Ciastoń Mateusz Niżnik |

| 27 października 2012 | HUKS Legia Warszawa | 5:8 | TMH Polonia Bytom | Torwar II, Warszawa |

| Szczegóły      | Szczegóły | Szczegóły       | Szczegóły | Szczegóły                                                                                 |
| -------------- | --- | --------------- | --- | ----------------------------------------------------------------------------------------- |
| Godzina: 15:30 | (R. Solon) - P. Wąsiński (EQ) 06:54 (A. Maciejko) - T. Wołkowicz (PP) 16:35 (A. Maciejko) - T. Wołkowicz (EQ) 36:58 (J. Kosobucki) - P. Popielarz (EQ) 39:59 (K. Szaniawski, P. Popielarz) - J. Kosobucki (EQ) 44:10 | (2:2, 2:2, 1:4) | 04:27 (EQ) A. Wieczorek - (B. Gawlina, B. Stępień) 05:56 (EQ) D. Kukulski - (A. Banaszczak) 28:07 (EQ) D. Puzio - (S. Kłaczyński) 37:27 (EQ) M. Szymański - (P. Urban) 45:18 (EQ) P. Urban - (D. Kukulski, S. Kłaczyński) 45:53 (EQ) P. Bajon - (A. Wieczorek, B. Gawlina) 54:31 (EQ) P. Bajon - (B. Gawlina) 59:15 (PP) A. Wieczorek - (B. Gawlina) | Widzów: 500 Sędzia główny: Waldemar Kupiec Sędziowie liniowi: Rafał Noworyta Paweł Radzik |
| Godzina: 15:30 | 14 min. kar |                 | 2 min. kar | Widzów: 500 Sędzia główny: Waldemar Kupiec Sędziowie liniowi: Rafał Noworyta Paweł Radzik |
| Godzina: 15:30 | Skład: 31. M. Strąk, 1. K. Zborowski (nie grał) - 28. M. Wardecki, 19. R. Solon, 18. P. Wąsiński, 17. M. Solon, 95. K. Wąsiński - 82. T. Pawłowski (2), 20. M. Młynarczyk, 73. G. Rostkowski, 11. T. Wołkowicz, 51. A. Maciejko - 9. K. Szaniawski (12), 71. M. Porębski, 10. J. Kosobucki, 44. P. Popielarz, 77. J. Grzesik - 14. M. Pawłowski, 7. M. Stępski, 13. B. Świderski, 22. R. Zdunek, 87. I. Weczer Trener: Lubomir Witoszek |                 | Skład: 25. Z. Szydłowski - 24. S. Owczarek, 23. A. Banaszczak, 27. D. Puzio, 21. D. Kukulski, 7. S. Kłaczyński - 22. P. Urban, 14. B. Stępień, 15. B. Gawlina, 19. P. Bajon, 6. A. Wieczorek - 87. M. Kogut, 91. M. Mazur, 28. D. Cichoń, 12. M. Kalinowski, 18. M. Szymański Trener: Andrzej Secemski                                               | Widzów: 500 Sędzia główny: Waldemar Kupiec Sędziowie liniowi: Rafał Noworyta Paweł Radzik |

| 28 października 2012 | HUKS Legia Warszawa | 1:6 | TMH Polonia Bytom | Torwar II, Warszawa |

| Szczegóły      | Szczegóły | Szczegóły       | Szczegóły | Szczegóły                                                                                        |
| -------------- | --- | --------------- | --- | ------------------------------------------------------------------------------------------------ |
| Godzina: 13:30 | (B. Świderski, I. Weczer) - R. Zdunek (EQ) 37:36 | (0:0, 1:3, 0:3) | 21:38 (SH) D. Kukulski - (B. Stępień) 27:40 (PP) S. Owczarek - (D. Puzio) 37:17 (EQ) A. Wieczorek - (A. Banaszczak) 43:56 (EQ) M. Kalinowski - (M. Mazur) 45:53 (EQ) D. Kukulski - (D. Puzio) 51:37 (EQ) D. Kukulski - (B. Gawlina)                                                                                          | Widzów: 293 Sędzia główny: Patryk Pyrskała Sędziowie liniowi: Jarosław Kosidło Grzegorz Lipiński |
| Godzina: 13:30 | 12 min. kar |                 | 6 min. kar | Widzów: 293 Sędzia główny: Patryk Pyrskała Sędziowie liniowi: Jarosław Kosidło Grzegorz Lipiński |
| Godzina: 13:30 | Skład: 1. K. Zborowski (2) (31. M. Strąk nie grał) - 28. M. Wardecki, 19. R. Solon, 18. P. Wąsiński, 17. M. Solon, 95. K. Wąsiński - 82. T. Pawłowski (4), 20. M. Młynarczyk (2), 73. G. Rostkowski, 11. T. Wołkowicz, 51. A. Maciejko - 9. K. Szaniawski, 71. M. Porębski, 10. J. Kosobucki, 44. P. Popielarz, 77. J. Grzesik - 14. M. Pawłowski (2), 7. M. Stępski, 13. B. Świderski, 22. R. Zdunek, 87. I. Weczer Trener: Lubomir Witoszek |                 | Skład: 25. Z. Szydłowski (2), 35. D. Kraus - 24. S. Owczarek, 23. A. Banaszczak, 27. D. Puzio, 21. D. Kukulski, 7. S. Kłaczyński - 22. P. Urban, 14. B. Stępień (2), 15. B. Gawlina, 19. P. Bajon, 6. A. Wieczorek - 87. M. Kogut, 91. M. Mazur, 28. D. Cichoń, 12. M. Kalinowski, 18. M. Szymański Trener: Andrzej Secemski | Widzów: 293 Sędzia główny: Patryk Pyrskała Sędziowie liniowi: Jarosław Kosidło Grzegorz Lipiński |

| 8 grudnia 2012 | HUKS Legia Warszawa | 6:1 | SMS PZHL Sosnowiec | Torwar II, Warszawa |

| Szczegóły      | Szczegóły | Szczegóły       | Szczegóły | Szczegóły                                                                                 |
| -------------- | --- | --------------- | --- | ----------------------------------------------------------------------------------------- |
| Godzina: 15:30 | (P. Wąsiński) - R. Solon (EQ) 08:40 (K. Wąsiński) - P. Wąsiński (EQ) 20:52 (G. Rostkowski, M. Pawłowski) - T. Wołkowicz (EQ) 26:16 (G. Połącarz) - T. Wołkowicz (EQ) 33:55 (G. Rostkowski, T. Wołkowicz) - R. Zdunek (EQ) 55:58 J. Grzesik (EQ) 56:25 | (1:1, 3:0, 2:0) | 11:29 (EQ) A. Stojek | Widzów: 650 Sędzia główny: Janusz Strzempek Sędziowie liniowi: Piotr Madeksza Rafał Tkacz |
| Godzina: 15:30 | 6 min. kar |                 | 2 min. kar | Widzów: 650 Sędzia główny: Janusz Strzempek Sędziowie liniowi: Piotr Madeksza Rafał Tkacz |
| Godzina: 15:30 | Skład: 31. M. Strąk (29. K. Zborowski nie grał) - 28. M. Wardecki, 19. R. Solon, 18. P. Wąsiński, 13. B. Świderski, 95. K. Wąsiński (2) - 23. G. Połącarz, 14. M. Pawłowski, 73. G. Rostkowski, 11. T. Wołkowicz, 22. R. Zdunek (2) - 80. M. Porębski, 77. J. Grzesik (2), 20. M. Młynarczyk, 10. J. Kosobucki, 44. P. Popielarz - 82. T. Pawłowski, 21. M. Szaniawski, 8. M. Maryniak, 7. M. Stępski, 51. A. Maciejko Trener: Lubomir Witoszek |                 | Skład: 1. M. Kieler (25. M. Czernik) - 6. R. Orłowski, 2. J. Świerczewski, 8. D. Mazur, 7. A. Stojek, 21. Ł. Błotnicki - 18. M. Horzelski, 3. K. Falkenhagen, 12. Ł. Krzemień, 17. B. Bryłka, 20. P. Matusik - 22. D. Sukiennik, 23. D. Janus, 16. A. Gniewek, 19. K. Pędraś, 11. P. Secemski - 4. O. Krawczyk, 5. M. Kafel, 15. P. Bar (2), 14. P. Zabolotny, 9. P. Mielniczek Trener: Tomasz Demkowicz | Widzów: 650 Sędzia główny: Janusz Strzempek Sędziowie liniowi: Piotr Madeksza Rafał Tkacz |

| 9 grudnia 2012 | HUKS Legia Warszawa | 7:3 | SMS PZHL Sosnowiec | Torwar II, Warszawa |

| Szczegóły      | Szczegóły | Szczegóły       | Szczegóły | Szczegóły                                                                                       |
| -------------- | --- | --------------- | --- | ----------------------------------------------------------------------------------------------- |
| Godzina: 13:30 | (P. Wąsiński, R. Solon) - K. Wąsiński (EQ) 00:31 (P. Wąsiński, R. Solon) - B. Świderski (EQ) 07:24 (J. Grzesik, P. Popielarz) - M. Porębski (PP) 12:14 (R. Solon, M. Wardecki) - P. Wąsiński (EQ) 14:01 (R. Zdunek, M. Pawłowski) - T. Wołkowicz (EQ) 21:10 (A. Maciejko, K. Wąsiński) - G. Rostkowski (EQ) 47:38 (T. Wołkowicz, P. Wąsiński) - R. Solon (EQ) 48:43                                                                         | (4:1, 1:2, 2:0) | 17:55 (PP) B. Bryłka - (K. Falkenhagen) 31:14 (PP) Ł. Krzemień - (P. Matusik) 33:33 (EQ) P. Bar - (K. Pędraś) | Widzów: 500 Sędzia główny: Janusz Strzempek Sędziowie liniowi: Piotr Madeksza Grzegorz Lipiński |
| Godzina: 13:30 | 6 min. kar |                 | 2 min. kar | Widzów: 500 Sędzia główny: Janusz Strzempek Sędziowie liniowi: Piotr Madeksza Grzegorz Lipiński |
| Godzina: 13:30 | Skład: 29. K. Zborowski (31. M. Strąk nie grał) - 28. M. Wardecki, 19. R. Solon, 18. P. Wąsiński, 13. B. Świderski, 95. K. Wąsiński - 23. G. Połącarz, 14. M. Pawłowski, 73. G. Rostkowski, 11. T. Wołkowicz (2), 22. R. Zdunek - 80. M. Porębski, 77. J. Grzesik, 20. M. Młynarczyk, 10. J. Kosobucki, 44. P. Popielarz - 82. T. Pawłowski (2), 21. M. Szaniawski, 8. M. Maryniak, 7. M. Stępski, 51. A. Maciejko Trener: Lubomir Witoszek |                 | Skład: 25. M. Czernik (1. M. Kieler) - 6. R. Orłowski, 2. J. Świerczewski, 8. D. Mazur, 7. A. Stojek, 21. Ł. Błotnicki - 18. M. Horzelski, 3. K. Falkenhagen, 12. Ł. Krzemień, 17. B. Bryłka, 20. P. Matusik (2) - 22. D. Sukiennik, 23. D. Janus, 16. A. Gniewek, 19. K. Pędraś, 11. P. Secemski - 4. O. Krawczyk, 5. M. Kafel, 15. P. Bar (2), 14. P. Zabolotny, 9. P. Mielniczek Trener: Tomasz Demkowicz | Widzów: 500 Sędzia główny: Janusz Strzempek Sędziowie liniowi: Piotr Madeksza Grzegorz Lipiński |

| 5 stycznia 2013 | MUKS Orlik Opole | 5:2 | HUKS Legia Warszawa | Toropol, Opole |

| Szczegóły      | Szczegóły | Szczegóły       | Szczegóły | Szczegóły                                                                             |
| -------------- | --- | --------------- | --- | ------------------------------------------------------------------------------------- |
| Godzina: 18:30 | (Ł. Korzeniowski) - T. Sznotala (EQ) 03:27 (S. Szydło) - R. Bernacki (EQ) 15:24 (K. Zwierz, M. Sordon) - M. Wilusz 24:46 (R. Bernacki) - M. Pawlak 31:58 (D. Błażejczyk) - T. Sznotala 43:14 | (2:0, 2:1, 1:1) | 29:28 (EQ) R. Zdunek - (T. Wołkowicz, G. Rostkowski) 45:38 (EQ) T. Wołkowicz - (R. Zdunek) | Sędzia główny: Tomasz Heltman Sędziowie liniowi: Maciej Byczkowski Grzegorz Kaczyński |
| Godzina: 18:30 | 41 min. kar |                 | 49 min. kar | Sędzia główny: Tomasz Heltman Sędziowie liniowi: Maciej Byczkowski Grzegorz Kaczyński |
| Godzina: 18:30 | Skład: 1. P. Jakubowski, J. Nobis - 20. M. Pawlak (2), 18. M. Resiak, 6. M. Szczurek (6), 22. S. Szydło, 83. R. Bernacki - 23. M. Stopiński (2), 3. W. Błaszków, 14. T. Sznotala, 9. Ł. Korzeniowski, 15. D. Błażejczyk - 8. K. Zwierz, 24. M. Sordon (2), 7. R. Szymański, 12. M. Wilusz (2), 68. R. Nalewajka - 13. B. Zdrojewski, 10. M. Obrał, K. Cwykiel, M. Zwierz Trener: Miroslav Doležalík |                 | Skład: 29. K. Zborowski, (31. M. Strąk nie grał) - 28. M. Wardecki (C), 19. R. Solon, 18. P. Wąsiński (2), 9. K. Szaniawski, 95. K. Wąsiński - 80. M. Porębski, 77. J. Grzesik, 22. R. Zdunek, 11. T. Wołkowicz, 73. G. Rostkowski - 23. G. Połącarz, 14. M. Pawłowski, 44. P. Popielarz (4), 7. M. Stępski, 10. J. Kosobucki (10) - 71. P. Pronobis, 20. M. Młynarczyk (2), 51. A. Maciejko, 87. I. Weczer, 17. M. Solon Trener: Lubomir Witoszek | Sędzia główny: Tomasz Heltman Sędziowie liniowi: Maciej Byczkowski Grzegorz Kaczyński |

| 6 stycznia 2013 | MUKS Orlik Opole | 2:4 | HUKS Legia Warszawa | Toropol, Opole |

| Szczegóły      | Szczegóły | Szczegóły       | Szczegóły | Szczegóły                                                                        |
| -------------- | --- | --------------- | --- | -------------------------------------------------------------------------------- |
| Godzina: 18:30 | (M. Wilusz) - R. Nalewajka (EQ) 16:25 (M. Szczurek) - M. Sordon (EQ) 23:10 | (1:1, 1:0, 0:3) | 14:26 (EQ) R. Zdunek - (T. Wołkowicz) 45:37 (EQ) K. Wąsiński - (J. Kosobucki) 53:03 (EQ) M. Solon - (T. Wołkowicz) 57:56 (EN) R. Zdunek - (G. Rostkowski) | Sędzia główny: Patryk Pyrskała Sędziowie liniowi: Piotr Madeksza Krzysztof Małek |
| Godzina: 18:30 | 6 min. kar |                 | 12 min. kar | Sędzia główny: Patryk Pyrskała Sędziowie liniowi: Piotr Madeksza Krzysztof Małek |
| Godzina: 18:30 | Skład: 1. P. Jakubowski, J. Nobis, - 20. M. Pawlak (2), 18. M. Resiak, 6. M. Szczurek, 22. S. Szydło (2), R. Bernacki - 23. M. Stopiński, 3. W. Błaszków, 14. T. Sznotala, 9. Ł. Korzeniowski, 15. D. Błażejczyk - 8. K. Zwierz, 24. M. Sordon, 7. R. Szymański, 12. M. Wilusz (2), 68. R. Nalewajka - 13. B. Zdrojewski, 10. M. Obrał, K. Cwykiel, M. Zwierz Trener: Miroslav Doležalík |                 | Skład: 31. M. Strąk (29. K. Zborowski nie grał) - 80. M. Porębski, 77. J. Grzesik, 22. R. Zdunek, 11. T. Wołkowicz, 73. G. Rostkowski - 28. M. Wardecki (C), 19. R. Solon (2), 18. P. Wąsiński (2), 17. M. Solon, 51. A. Maciejko - 23. G. Połącarz, 14. M. Pawłowski (4), 95. K. Wąsiński, 10. J. Kosobucki (4), 44. P. Popielarz - 87. I. Weczer, 7. M. Stępski, 20. M. Młynarczyk, 71. P. Pronobis Trener: Lubomir Witoszek | Sędzia główny: Patryk Pyrskała Sędziowie liniowi: Piotr Madeksza Krzysztof Małek |

| 12 stycznia 2013 | HUKS Legia Warszawa | 4:3 | KH Gdańsk | Torwar II, Warszawa |

| Szczegóły      | Szczegóły | Szczegóły       | Szczegóły | Szczegóły                                                                               |
| -------------- | --- | --------------- | --- | --------------------------------------------------------------------------------------- |
| Godzina: 15:00 | (P. Wąsiński) - K. Wąsiński (EQ) 06:12 K. Wąsiński (PEN) 21:23 T. Wołkowicz (EQ) 26:27 T. Wołkowicz (EQ) 51:24 | (1:3, 2:0, 1:0) | 04:00 (EQ) J. Serwiński - (F. Pesta) 06:58 (EQ) T. Ziółkowski - (M. Strużyk, B. Duda) 17:46 (EQ) M. Michałkiewicz - (M. Gawlik) | Widzów: 600 Sędzia główny: Paweł Kobielusz Sędziowie liniowi: Wiktor Zień Mateusz Bucki |
| Godzina: 15:00 | 22 min. kar |                 | 14 min. kar | Widzów: 600 Sędzia główny: Paweł Kobielusz Sędziowie liniowi: Wiktor Zień Mateusz Bucki |
| Godzina: 15:00 | Skład: 31. M. Strąk, (29. K. Zborowski)- 28. M. Wardecki (C), 19. R. Solon, 18. P. Wąsiński, 95. K. Wąsiński, 75. A. Wolski - 80. M. Porębski, 77. J. Grzesik, 11. T. Wołkowicz, 22. R. Zdunek, 73. G. Rostkowski - 23. G. Połącarz, 14. M. Pawłowski, 10. J. Kosobucki, 44. P. Popielarz, 87. I. Weczer - 12. D. Kran, 82. T. Pawłowski, 7. M. Stępski Trener: Lubomir Witoszek |                 | Skład: 91. A. Szymczewski - 3. O. Lehmann, 13. B. Aleniewski, 19. J. Stasiewicz, 9. F. Pesta, 6. J. Serwiński - 28. M. Kabat, 61. B. Duda, 40. M. Strużyk, 12. T. Ziółkowski, 5. G. Zaleski - 14. K. Tomf, 18. P. Trawczyński, 10. M. Michałkiewicz, 7. W. Wrycza, 4. M. Gawlik Trener: Krzysztof Pisowacki | Widzów: 600 Sędzia główny: Paweł Kobielusz Sędziowie liniowi: Wiktor Zień Mateusz Bucki |

| 13 stycznia 2013 | HUKS Legia Warszawa | 4:1 | KH Gdańsk | Torwar II, Warszawa |

| Szczegóły      | Szczegóły | Szczegóły       | Szczegóły | Szczegóły                                                                                   |
| -------------- | --- | --------------- | --- | ------------------------------------------------------------------------------------------- |
| Godzina: 13:30 | (K. Wąsiński, P. Wąsiński) - K. Szaniawski (EQ) 09:13 (T. Wołkowicz) - K. Szaniawski (EQ) 24:27 (R. Solon) - M. Wardecki (PP) 44:38 (M. Porębski, G. Rostkowski) - T. Wołkowicz (EQ) 51:26 | (1:0, 1:0, 2:1) | 59:16 (PP2) M. Kabat - (J. Stasiewicz, M. Strużyk) | Widzów: 450 Sędzia główny: Waldemar Kupiec Sędziowie liniowi: Dariusz Pobożniak Wiktor Zień |
| Godzina: 13:30 | 30 min. kar |                 | 16 min. kar | Widzów: 450 Sędzia główny: Waldemar Kupiec Sędziowie liniowi: Dariusz Pobożniak Wiktor Zień |
| Godzina: 13:30 | Skład: 29. K. Zborowski (2), (31. M. Strąk nie grał)- 28. M. Wardecki (C) (2), 19. R. Solon (4), 18. P. Wąsiński, 95. K. Wąsiński (2), 9. K. Szaniawski - 23. G. Połącarz, 14. M. Pawłowski, 11. T. Wołkowicz, 22. R. Zdunek, 73. G. Rostkowski - 80. M. Porębski (4), 77. J. Grzesik (2), 10. J. Kosobucki, 44. P. Popielarz, 87. I. Weczer - 12. D. Kran (2), 82. T. Pawłowski (4), 7. M. Stępski, 75. A. Wolski Trener: Lubomir Witoszek |                 | Skład: 91. A. Szymczewski (?. I. Tomczyk) - 3. O. Lehmann (2), 13. B. Aleniewski, 19. J. Stasiewicz (2), 9. F. Pesta, 6. J. Serwiński - 28. M. Kabat (2), 61. B. Duda, 40. M. Strużyk, 12. T. Ziółkowski, 5. G. Zaleski - 14. K. Tomf, 18. P. Trawczyński (2), 10. M. Michałkiewicz (4), 7. W. Wrycza, 4. M. Gawlik, 88. S. Paruszewski (2) Trener: Krzysztof Pisowacki | Widzów: 450 Sędzia główny: Waldemar Kupiec Sędziowie liniowi: Dariusz Pobożniak Wiktor Zień |

| 19 stycznia 2013 | Naprzód Janów | 9:2 | HUKS Legia Warszawa | Jantor, Katowice |

| Szczegóły      | Szczegóły | Szczegóły       | Szczegóły | Szczegóły                                                                                |
| -------------- | --- | --------------- | --- | ---------------------------------------------------------------------------------------- |
| Godzina: 18:00 | (R. Bibrzycki) - Ł. Sękowski (EQ) 03:35 (G. Łucznikow) - M. Kosakowski (EQ) 11:58 (Ł. Sośnierz, M. Przygodzki) - M. Gurazda (PP) 14:07 (Ł. Elżbieciak) - M. Sowiński (EQ) 20:57 (P. Banachewicz) - Ł. Sośnierz (SH) 26:52 (Ł. Kisiel, T. Rosikoń) - J. Piper (EQ) 32:36 (Ł. Sękowski, M. Gryc) - R. Bibrzycki (EQ) 34:52 (Ł. Kisiel) - M. Kosakowski (SH) 39:38 M. Podsiedlik (EQ) 45:26                            | (3:0, 5:1, 1:1) | 28:35 (EQ) T. Wołkowicz - (G. Rostkowski, M. Porębski) 43:33 (EQ) P. Wąsiński - (M. Solon, K. Szaniawski) | Widzów: 500 Sędzia główny: Paweł Kobielusz Sędziowie liniowi: Mirosław Cybuch Adam Witek |
| Godzina: 18:00 | 8 min. kar |                 | 6 min. kar | Widzów: 500 Sędzia główny: Paweł Kobielusz Sędziowie liniowi: Mirosław Cybuch Adam Witek |
| Godzina: 18:00 | Skład: 30. Ł. Blot, 39. S. Niemczyk - 7. Ł. Mejka, 69. Ł. Elżbieciak (C), 78. M. Sowiński, 23. M. Pohl, 17. G. Łucznikow - 27. P. Cinalski, 24. T. Rasikoń, 34. Ł. Sękowski, 26. R. Bibrzycki, 19. M. Gryc - 13. P. Kostromitin, 85. M. Kosakowski, 88. Ł. Kisiel, 29. M. Podsiedlik, 66. J. Piper - 11. P. Banachewicz, 92. I. Sarna, 99. M. Przygodzki, 21. M. Gurazda, 91. Ł. Sośnierz Trener: Krzysztof Kulawik |                 | Skład: 31. M. Strąk, (1. A. Holszański nie grał)- 80. M. Porębski, 77. J. Grzesik, 11. T. Wołkowicz, 73. G. Rostkowski, 22. R. Zdunek - 28. M. Wardecki (C), 19. R. Solon, 18. P. Wąsiński, 9. K. Szaniawski, 95. K. Wąsiński - 23. G. Połącarz, 12. D. Kran, 44. P. Popielarz, 51. A. Maciejko, 17. M. Solon - 87. I. Weczer, 75. A. Wolski Trener: Lubomir Witoszek | Widzów: 500 Sędzia główny: Paweł Kobielusz Sędziowie liniowi: Mirosław Cybuch Adam Witek |

| 20 stycznia 2013 | Naprzód Janów | 7:3 | HUKS Legia Warszawa | Jantor, Katowice |

| Szczegóły      | Szczegóły | Szczegóły       | Szczegóły | Szczegóły                                                                                 |
| -------------- | --- | --------------- | --- | ----------------------------------------------------------------------------------------- |
| Godzina: 18:00 | (M. Przygodzki, P. Banachewicz) - Ł. Sośnierz (PP) 17:16 (Ł. Elżbieciak, P. Banachewicz) - M. Sowiński (EQ) 18:03 (R. Bibrzycki, Ł. Sękowski) - M. Sowiński (EQ) 36:21 (T. Rosikoń, Ł. Blot) - M. Przygodzki (EQ) 38:10 (P. Kostromintin, M. Pohl) - M. Przygodzki (PP) 47:36 (P. Banachewicz, Ł. Sośnierz) - I. Sarna (PP2) 52:35 (M. Przygodzki, Ł. Sośnierz) - M. Gurazda (EQ) 55:06                              | (2:1, 2:1, 3:1) | 14:31 (PP2) K. Szaniawski - (M. Solon, R. Solon) 33:06 (EQ) D. Kran 14:31 (PP2) K. Wąsiński - (P. Wąsiński, K. Szaniawski) | Widzów: ? Sędzia główny: Paweł Kobielusz Sędziowie liniowi: Jarosław Kosidło Paweł Radzik |
| Godzina: 18:00 | 18 min. kar |                 | 39 min. kar | Widzów: ? Sędzia główny: Paweł Kobielusz Sędziowie liniowi: Jarosław Kosidło Paweł Radzik |
| Godzina: 18:00 | Skład: 30. Ł. Blot, 39. S. Niemczyk - 7. Ł. Mejka, 69. Ł. Elżbieciak (C), 78. M. Sowiński (14), M. Pohl, 17. G. Łucznikow - 27. P. Cinalski, 24. T. Rasikoń, 34. Ł. Sękowski, 26. R. Bibrzycki, 19. M. Gryc - 13. P. Kostromitin, 85. M. Kosakowski, 88. Ł. Kisiel, 29. M. Podsiedlik, 66. J. Piper - 11. P. Banachewicz, 92. I. Sarna, 99. M. Przygodzki, 21. M. Gurazda, 91. Ł. Sośnierz Trener: Krzysztof Kulawik |                 | Skład: 31. M. Strąk, (1. A. Holszański nie grał)- 80. M. Porębski, 77. J. Grzesik (2), 11. T. Wołkowicz, 73. G. Rostkowski (2), 22. R. Zdunek (C) - 19. R. Solon (2), 18. P. Wąsiński, 9. K. Szaniawski (2), 95. K. Wąsiński, 23. G. Połącarz (2) - 12. D. Kran (27), 44. P. Popielarz (2), 51. A. Maciejko, 17. M. Solon, 87. I. Weczer - 75. A. Wolski Trener: Lubomir Witoszek | Widzów: ? Sędzia główny: Paweł Kobielusz Sędziowie liniowi: Jarosław Kosidło Paweł Radzik |

| 26 stycznia 2013 | HUKS Legia Warszawa | 1:7 | MMKS Podhale Nowy Targ | Torwar II, Warszawa |

| Szczegóły      | Szczegóły | Szczegóły       | Szczegóły | Szczegóły                                                                               |
| -------------- | --- | --------------- | --- | --------------------------------------------------------------------------------------- |
| Godzina: 15:30 | (J. Grzesik) - A. Maciejko (PP) 54:21 | (0:2, 0:3, 1:2) | 07:09 (PP2) R. Mrugała - (R. Ćwikła, S. Łabuz) 19:50 (EQ) P. Ziętara - (J. Ištocy, S. Łabuz) 23:05 (EQ) K. Stypuła - (F. Wielkiewicz) 23:58 (PP) P. Ziętara - (B. Bomba, J. Ištocy) 39:19 (PP) T. Landowski - (K. Kapica) 40:24 (EQ) B. Neupauer - (S. Łabuz, R. Ćwikła) 42:00 (EQ) D. Tomasik - (B. Bomba, P. Ziętara)                                                       | Widzów: 600 Sędzia główny: Michał Baca Sędziowie liniowi: Dariusz Pobożniak Wiktor Zień |
| Godzina: 15:30 | 14 min. kar |                 | 8 min. kar | Widzów: 600 Sędzia główny: Michał Baca Sędziowie liniowi: Dariusz Pobożniak Wiktor Zień |
| Godzina: 15:30 | Skład: 31. M. Strąk, 39. K. Zborowski - 80. M. Porębski, 77. J. Grzesik, 18. P. Wąsiński, 17. M. Solon, 9. K. Szaniawski - 23. G. Połącarz, 19. R. Solon, 51. A. Maciejko, 73. G. Rostkowski, 95. K. Wąsiński - 14. M. Pawłowski, 12. D. Kran, 87. I. Weczer, 75. A. Wolski, 7. M. Stępski - 21. M. Szaniawski Trener: Lubomir Witoszek |                 | Skład: 33. T. Rajski, (41. B. Niesłuchowski nie grał) - 68. S. Łabuz, 77. R. Mrugała, 94. R. Ćwikła, 9. B. Neupauer, 19. D. Olchawski - 11. K. Kapica, 87. T. Landowski, 21. K. Stypuła, 13. K. Bryniczka, 17. F. Wielkiewicz - 69. B. Talaga, 15. D. Tomasik, 32. J. Ištocy, 20. B. Bomba, 71. P. Ziętara - 10. D. Gaczoł, 22. M. Wojdyła, 81. J. Szal Trener: Marek Ziętara | Widzów: 600 Sędzia główny: Michał Baca Sędziowie liniowi: Dariusz Pobożniak Wiktor Zień |

| 27 stycznia 2013 | HUKS Legia Warszawa | 4:2 | MMKS Podhale Nowy Targ | Torwar II, Warszawa |

| Szczegóły      | Szczegóły | Szczegóły       | Szczegóły | Szczegóły                                                                             |
| -------------- | --- | --------------- | --- | ------------------------------------------------------------------------------------- |
| Godzina: 13:30 | I. Weczer (EQ) 05:00 (K. Szaniawski) - G. Rostkowski (EQ) 17:41 (P. Wąsiński, A. Maciejko) - K. Wąsiński (EQ) 33:23 (K. Szaniawski) - P. Wąsiński (SH) 59:59 | (2:0, 1:1, 1:1) | 31:15 (PP) P. Ziętara - (K. Bryniczka) 54:29 (EQ) T. Landowski - (K. Bryniczka) | Widzów: 600 Sędzia główny: Paweł Breske Sędziowie liniowi: Jarosław Syrek Wiktor Zień |
| Godzina: 13:30 | 18 min. kar |                 | 24 min. kar | Widzów: 600 Sędzia główny: Paweł Breske Sędziowie liniowi: Jarosław Syrek Wiktor Zień |
| Godzina: 13:30 | Skład: 39. K. Zborowski (K. Janiszek nie grał) - 80. M. Porębski, 77. J. Grzesik, 18. P. Wąsiński, 17. M. Solon, 9. K. Szaniawski - 23. G. Połącarz, 19. R. Solon, 51. A. Maciejko, 73. G. Rostkowski, 95. K. Wąsiński - 14. M. Pawłowski, 12. D. Kran, 87. I. Weczer, 13. B. Świderski, 7. M. Stępski Trener: Lubomir Witoszek |                 | Skład: 33. T. Rajski, 41. B. Niesłuchowski - 68. S. Łabuz, 77. R. Mrugała, 94. R. Ćwikła, 9. B. Neupauer, 21. K. Stypuła - 87. T. Landowski, 11. K. Kapica, 19. D. Olchawski, 13. K. Bryniczka, 17. F. Wielkiewicz - 10. D. Gaczoł, 15. D. Tomasik, 32. J. Ištocy, 20 B. Bomba, 71. P. Ziętara - 81. J. Szal Trener: Marek Ziętara | Widzów: 600 Sędzia główny: Paweł Breske Sędziowie liniowi: Jarosław Syrek Wiktor Zień |

| 2 lutego 2013 | TMH Polonia Bytom | 4:3 d. | HUKS Legia Warszawa | Lodowisko przy ul. Pułaskiego, Bytom |

| Szczegóły      | Szczegóły | Szczegóły               | Szczegóły | Szczegóły                                                                                      |
| -------------- | --- | ----------------------- | --- | ---------------------------------------------------------------------------------------------- |
| Godzina: 18:00 | (D. Puzio) - J. Radwan (EQ) 25:39 (B. Gawlina, B. Stępień) - D. Kukulski (EQ) 34:12 (D. Puzio, S. Kłaczyński) - D. Kukulski (EQ) 55:19 F. Stoklasa (EQ) 63:26 | (0:1, 2:1, 1:1, d. 1:0) | 13:42 (PP) G. Rostkowski - (K. Wąsiński) 25:16 (EQ) K. Wąsiński - (A. Maciejko) 53:26 (EQ) P. Wąsiński - (G. Połącarz, F. Pesta) | Widzów: 700 Sędzia główny: Janusz Strzempek Sędziowie liniowi: Sebastian Adamoszek Rafał Tkacz |
| Godzina: 18:00 | 4 min. kar |                         | 14 min. kar | Widzów: 700 Sędzia główny: Janusz Strzempek Sędziowie liniowi: Sebastian Adamoszek Rafał Tkacz |
| Godzina: 18:00 | Skład: 29. Z. Szydłowski - 22. P. Urban, 32. P. Vrána, 27. D. Puzio, 8. F. Stoklasa, 44. J. Radwan - 24. S. Owczarek, 61. K. Kantor, 28. M. Strużyk, 20. M. Wróbel, 18. J. Stasiewicz - 23. A. Banaszczak, 14. B. Stępień, 15. B. Gawlina, 21. D. Kukulski, 7. S. Kłaczyński - 6. A. Wieczorek, 91. M. Mazur, 12. D. Minge |                         | Skład: 29. K. Zborowski (39. K. Janiszek nie grał) - 23. G. Połącarz, 77. J. Grzesik, 18. P. Wąsiński, 17. M. Solon, 99. F. Pesta - 80. M. Porębski, 9. K. Szaniawski, 51. A. Maciejko, 95. K. Wąsiński, 73. G. Rostkowski - 82. T. Pawłowski, 12. D. Kran, 21. J. Serwiński, 11. T. Wołkowicz, 22. R. Zdunek - 28. M. Wardecki, 13. B. Świderski, 87. I. Weczer Trener: Lubomir Witoszek | Widzów: 700 Sędzia główny: Janusz Strzempek Sędziowie liniowi: Sebastian Adamoszek Rafał Tkacz |

| 3 lutego 2013 | TMH Polonia Bytom | 7:3 | HUKS Legia Warszawa | Lodowisko przy ul. Pułaskiego, Bytom |

| Szczegóły      | Szczegóły | Szczegóły       | Szczegóły | Szczegóły                                                                                         |
| -------------- | --- | --------------- | --- | ------------------------------------------------------------------------------------------------- |
| Godzina: 18:00 | (B. Gawlina, D. Kukulski) - S. Kłaczyński (EQ) 06:04 (D. Puzio) - J. Radwan (EQ) 07:23 (D. Kukulski) - S. Kłaczyński (EQ) 18:59 (K. Kantor, J. Radwan) - D. Puzio (EQ) 21:04 (D. Puzio, P. Urban) - P. Vrána (EQ) 30:30 (J. Stasiewicz, M. Wróbel) - M. Strużyk (EQ) 51:23 (S. Wieczorek) - S. Owczarek (SH) 51:43                              | (3:1, 2:0, 2:2) | 19:13 (PP) G. Połącarz - (P. Wąsiński) 49:44 (EQ) P. Wąsiński - (K. Szaniawski) 56:32 (PP2) R. Zdunek - (M. Wardecki) | Widzów: 299 Sędzia główny: Włodzimierz Zarodkiewicz Sędziowie liniowi: Mirosław Cybuch Adam Witek |
| Godzina: 18:00 | 14 min. kar |                 | 10 min. kar | Widzów: 299 Sędzia główny: Włodzimierz Zarodkiewicz Sędziowie liniowi: Mirosław Cybuch Adam Witek |
| Godzina: 18:00 | Skład: 29. Z. Szydłowski (35. D. Kraus) - 29. - 22. P. Urban, 32. P. Vrána, 27. D. Puzio, 8. F. Stoklasa, 44. J. Radwan - 24. S. Owczarek, 61. K. Kantor, 28. M. Strużyk, 20. M. Wróbel, 18. J. Stasiewicz - 23. A. Banaszczak, 14. B. Stępień, 15. B. Gawlina, 21. D. Kukulski, 7. S. Kłaczyński - 6. A. Wieczorek, 91. M. Mazur, 12. D. Minge |                 | Skład: 29. K. Zborowski (39. K. Janiszek nie grał) - 23. G. Połącarz, 19. R. Solon, 18. P. Wąsiński, 17. M. Solon, 99. F. Pesta - 80. M. Porębski, 9. K. Szaniawski, 51. A. Maciejko, 95. K. Wąsiński, 73. G. Rostkowski - 82. T. Pawłowski, 28. M. Wardecki, 12. D. Kran, 22. R. Zdunek, 87. I. Weczer - 13. B. Świderski Trener: Lubomir Witoszek | Widzów: 299 Sędzia główny: Włodzimierz Zarodkiewicz Sędziowie liniowi: Mirosław Cybuch Adam Witek |

| 23 lutego 2013 | SMS PZHL Sosnowiec | 1:4 | HUKS Legia Warszawa | Stadion Zimowy, Sosnowiec |

| Szczegóły      | Szczegóły | Szczegóły       | Szczegóły | Szczegóły                                                                                          |
| -------------- | --- | --------------- | --- | -------------------------------------------------------------------------------------------------- |
| Godzina: 20:30 | (J. Gimiński, F. Stopiński) - K. Falkenhagen (EQ) 19:54 | (1:2, 0:1, 0:1) | 10:54 (EQ) J. Serwiński - (F. Pesta) 13:44 (EQ) K. Szaniawski - (J. Serwiński) 32:58 (EQ) M. Solon - (K. Wąsiński, M. Wardecki) 54:25 (PP) R. Solon - (P. Wąsiński, K. Wąsiński) | Widzów: ? Sędzia główny: Janusz Strzempek Sędziowie liniowi: Grzegorz Kaczyński Mariusz Tymczyszyn |
| Godzina: 20:30 | 6 min. kar |                 | 20 min. kar | Widzów: ? Sędzia główny: Janusz Strzempek Sędziowie liniowi: Grzegorz Kaczyński Mariusz Tymczyszyn |
| Godzina: 20:30 | Skład: 25. D. Zabolotny - 3. K. Falkenhagen, 24. J. Gimiński, 12. Ł. Krzemień, 23. F. Stopiński, 19. P. Matusik - 16. A. Kostek, 7. A. Puch, 8. D. Mazur, 9. P. Szlaga, 21. Ł. Błotnicki - 4. J. Świerczewski, 2. R. Orłowski, 5. D. Maczuga, 20. S. Sołtys, 14. S. Pawlikowski Trener: Tomasz Demkowicz |                 | Skład: 29. K. Zborowski (39. K. Janiszek nie grał) - 19. R. Solon, 28. M. Wardecki, 18. P. Wąsiński, 95. K. Wąsiński, 17. M. Solon - 12. D. Kran, 82. T. Pawłowski, 10. J. Kosobucki, 44. P. Popielarz, 87. I. Weczer - 23. G. Połącarz, 1. O. Lehmann, 9. K. Szaniawski, 21. J. Serwiński, 99. F. Pesta - 77. J. Grzesik, 80. M. Porębski, 73. G. Rostkowski, 22. R. Zdunek, 11. T. Wołkowicz Trener: Lubomir Witoszek | Widzów: ? Sędzia główny: Janusz Strzempek Sędziowie liniowi: Grzegorz Kaczyński Mariusz Tymczyszyn |

| 24 lutego 2013 | SMS PZHL Sosnowiec | 1:3 | HUKS Legia Warszawa | Stadion Zimowy, Sosnowiec |

| Szczegóły      | Szczegóły | Szczegóły       | Szczegóły | Szczegóły                                                                                    |
| -------------- | --- | --------------- | --- | -------------------------------------------------------------------------------------------- |
| Godzina: 17:00 | (D. Maczuga, P. Matusik) - S. Pawlikowski (PP) 03:05 | (1:1, 0:0, 0:2) | 08:35 (EQ) J. Serwiński - (K. Szaniawski, P. Wąsiński) 46:49 (PP) K. Szaniawski - (P. Wąsiński) 52:03 (EQ) T. Wołkowicz - (G. Połącarz, G. Rostkowski) | Widzów: ? Sędzia główny: Tomasz Heltman Sędziowie liniowi: Maciej Byczkowski Łukasz Wierucki |
| Godzina: 17:00 | 22 min. kar |                 | 18 min. kar | Widzów: ? Sędzia główny: Tomasz Heltman Sędziowie liniowi: Maciej Byczkowski Łukasz Wierucki |
| Godzina: 17:00 | Skład: 1. Ł. Białek - 3. K. Falkenhagen, 24. J. Gimiński, 12. Ł. Krzemień, 23. F. Stopiński, 19. P. Matusik - 16. A. Kostek, 7. A. Puch, 8. D. Mazur, 9. P. Szlaga, 21. Ł. Błotnicki - 4. J. Świerczewski, 2. R. Orłowski, 5. D. Maczuga, 20. S. Sołtys, 14. S. Pawlikowski Trener: Tomasz Demkowicz |                 | Skład: 29. K. Zborowski (39. K. Janiszek nie grał) - 19. R. Solon, 28. M. Wardecki, 18. P. Wąsiński, 95. K. Wąsiński, 17. M. Solon - 12. D. Kran, 82. T. Pawłowski, 10. J. Kosobucki, 44. P. Popielarz, 87. I. Weczer - 23. G. Połącarz, 1. O. Lehmann, 9. K. Szaniawski, 21. J. Serwiński, 99. F. Pesta - 77. J. Grzesik, 80. M. Porębski, 73. G. Rostkowski, 22. R. Zdunek, 11. T. Wołkowicz Trener: Lubomir Witoszek | Widzów: ? Sędzia główny: Tomasz Heltman Sędziowie liniowi: Maciej Byczkowski Łukasz Wierucki |

### Tabela
| Lp. | Zespół                 | M  | Pkt | W  | WpDK | PpDK | P  | G + | G - | +/-  |
| --- | ---------------------- | -- | --- | -- | ---- | ---- | -- | --- | --- | ---- |
| 1   | MMKS Podhale Nowy Targ | 24 | 67  | 22 | 0    | 1    | 1  | 156 | 27  | +129 |
| 2   | Bisset Polonia Bytom   | 24 | 50  | 15 | 2    | 1    | 6  | 107 | 70  | +37  |
| 3   | Naprzód Janów          | 24 | 39  | 11 | 2    | 2    | 9  | 124 | 69  | +55  |
| 4   | Legia Warszawa         | 24 | 36  | 11 | 1    | 1    | 11 | 79  | 105 | -26  |
| 5   | Orlik Opole            | 24 | 33  | 11 | 0    | 0    | 13 | 66  | 83  | -17  |
| 6   | KH Gdańsk              | 24 | 16  | 5  | 0    | 1    | 18 | 52  | 135 | -83  |
| 7   | SMS I Sosnowiec        | 24 | 11  | 3  | 1    | 0    | 20 | 30  | 125 | -95  |

Lp. = lokata, M = liczba rozegranych spotkań, Pkt = Liczba zdobytych punktów, W = Wygrane, WpDK = Wygrane po dogrywce lub karnych, PpDK = Porażki po dogrywce lub karnych, P = Porażki, G+ = Gole strzelone, G- = Gole stracone, +/- = Bilans bramkowy
Legenda:       = Awans do Play-off

### Runda Play-off
Legia Warszawa po zakończeniu sezonu zasadniczego zajęła w tabeli I ligi czwarte miejsce. Pozycja ta uprawniała ją do startu w fazie play-off, której zwycięzca awansował do Ekstraligi. Przeciwnikiem w półfinale był zwycięzca rundy zasadniczej Podhale Nowy Targ. Rywalizacja toczyła się do dwóch zwycięstw. Pierwsze spotkanie rozegrano w Nowym Targu. Zespół Podhala pewnie pokonał Legię w stosunku 5:0. W meczu rewanżowym w Warszawie ponownie lepsi byli zawodnicy Podhala, którzy wygrali spotkanie 3:0. Rywale zdobyli po jednej bramce w każdej tercji i awansowali do finału.
| 2 marca 2013 | MMKS Podhale Nowy Targ | 5:0 | HUKS Legia Warszawa | Hala Lodowa, Nowy Targ |

| Szczegóły      | Szczegóły | Szczegóły       | Szczegóły | Szczegóły                                                                                            |
| -------------- | --- | --------------- | --- | --- |
| Godzina: 18:00 | (K. Kapica) - E. Adamovics (PP2) 15:57 (B. Bomba) - P. Ziętara (EQ) 21:12 (S. Biela, B. Neupauer) - S. Łabuz (PP) 28:31 (B. Neupauer, D. Zarotyński) - S. Biela (EQ) 44:36 (D. Kapica, B. Bomba) - P. Ziętara (EQ) 48:58 | (1:0, 2:0, 2:0) | | Widzów: 1000 Sędzia główny: Janusz Strzempek Sędziowie liniowi: Grzegorz Lipiński Mariusz Tymczyszyn |
| Godzina: 18:00 | 4 min. kar |                 | 6 min. kar | Widzów: 1000 Sędzia główny: Janusz Strzempek Sędziowie liniowi: Grzegorz Lipiński Mariusz Tymczyszyn |
| Godzina: 18:00 | Skład: 33. T. Rajski - 68. S. Łabuz, 77. R. Mrugała, 27. D. Zarotyński, 9. B. Neupauer, 85. S. Biela - 71. E. Adamovics, 11. K. Kapica, 94. R. Ćwikła, 13. K. Bryniczka, 17. F. Wielkiewicz - 69. B. Talaga, 87. T. Landowski, 16. D. Kapica, 20. B. Bomba, 71. P. Ziętara - 15. D. Tomasik, 10. D. Gaczoł, 19. D. Olchawski, 32. J. Ištocy, 21. K. Stypuła Trener: Marek Ziętara |                 | Skład: 29. K. Zborowski - 28. M. Wardecki, 19. R. Solon, 18. P. Wąsiński, 95. K. Wąsiński, 17. M. Solon - 80. M. Porębski, 77. J. Grzesik, 11. T. Wołkowicz, 22. R. Zdunek, 51. A. Maciejko - 12. D. Kran, 10. O. Lehmann, 21. J. Serwiński, 99. F. Pesta, 9. K. Szaniawski - 82. T. Pawłowski, 7. M. Stępski, 87. I. Weczer, 73. G. Rostkowski Trener: Lubomir Witoszek | Widzów: 1000 Sędzia główny: Janusz Strzempek Sędziowie liniowi: Grzegorz Lipiński Mariusz Tymczyszyn |

| 6 marca 2013 | HUKS Legia Warszawa | 0:3 | MMKS Podhale Nowy Targ | Torwar II, Warszawa |

| Szczegóły      | Szczegóły | Szczegóły       | Szczegóły | Szczegóły                                                                                |
| -------------- | --- | --------------- | --- | ---------------------------------------------------------------------------------------- |
| Godzina: 18:00 | | (0:1, 0:1, 0:1) | 09:37 (EQ) B. Neupauer - (D. Zarotyński, S. Łabuz) 20:40 (EQ) F. Wielkiewicz - (T. Landowski) 53:39 (PP) B. Bomba - (K. Bryniczka, E. Adamovics) | Widzów: 500 Sędzia główny: Tomasz Heltman Sędziowie liniowi: Łukasz Wierucki Wiktor Zień |
| Godzina: 18:00 | 63 min. kar |                 | 72 min. kar | Widzów: 500 Sędzia główny: Tomasz Heltman Sędziowie liniowi: Łukasz Wierucki Wiktor Zień |
| Godzina: 18:00 | Skład: 29. K. Zborowski - 28. M. Wardecki, 19. R. Solon, 18. P. Wąsiński, 95. K. Wąsiński, 17. M. Solon - 80. M. Porębski, 77. J. Grzesik, 11. T. Wołkowicz, 73. G. Rostkowski, 44. P. Popielarz - 82. T. Pawłowski, 12. D. Kran, 7. M. Stępski, 21. J. Serwiński, 9. K. Szaniawski Trener: Lubomir Witoszek |                 | Skład: 33. T. Rajski - 68. S. Łabuz, 77. R. Mrugała, 27. D. Zarotyński, 9. B. Neupauer, 85. S. Biela - 71. E. Adamovics, 11. K. Kapica, 94. R. Ćwikła, 13. K. Bryniczka, 17. F. Wielkiewicz - 69. B. Talaga, 87. T. Landowski, 20. B. Bomba, 38. M. Voznik, 71. P. Ziętara - 15. D. Tomasik, 10. D. Gaczoł, 16. D. Kapica, 32. J. Ištocy, 21. K. Stypuła Trener: Marek Ziętara | Widzów: 500 Sędzia główny: Tomasz Heltman Sędziowie liniowi: Łukasz Wierucki Wiktor Zień |

## Statystyki

### Indywidualne
| Lp | Zawodnik              | Mecze | Bramki | Asysty | Punkty |
| -- | --------------------- | ----- | ------ | ------ | ------ |
| 1  | Krzysztof Zborowski   | 11    | 0      | 0      | 0      |
| 2  | Michał Strąk          | 15    | 0      | 0      | 0      |
| 3  | Aleksander Holszański | 0     | 0      | 0      | 0      |
| 4  | Kamil Janiszek        | 0     | 0      | 0      | 0      |
| 5  | Jarosław Grzesik      | 23    | 1      | 2      | 3      |
| 6  | Damian Kran           | 18    | 2      | 6      | 8      |
| 7  | Maciej Maryniak       | 3     | 0      | 0      | 0      |
| 8  | Maciej Młynarczyk     | 12    | 0      | 0      | 0      |
| 9  | Marcin Pawłowski      | 10    | 0      | 2      | 2      |
| 10 | Tomasz Pawłowski      | 14    | 1      | 1      | 2      |
| 11 | Bartosz Pióro         | 0     | 0      | 0      | 0      |
| 12 | Gabriel Połącarz      | 20    | 1      | 3      | 4      |
| 13 | Paweł Popielarz       | 17    | 1      | 3      | 4      |
| 14 | Michał Porębski       | 18    | 1      | 2      | 3      |
| 15 | Patryk Pronobis       | 10    | 0      | 0      | 0      |
| 16 | Rafał Solon           | 23    | 3      | 8      | 11     |
| 17 | Maciej Stępski        | 18    | 0      | 0      | 0      |
| 18 | Mariusz Szaniawski    | 6     | 0      | 0      | 0      |
| 19 | Karol Szaniawski      | 21    | 9      | 8      | 17     |
| 20 | Mateusz Wardecki      | 21    | 1      | 3      | 4      |
| 21 | Aleksander Wolski     | 10    | 0      | 0      | 0      |
| 22 | Mateusz Jendrasik     | 5     | 0      | 0      | 0      |
| 23 | Jakub Kosobucki       | 18    | 3      | 4      | 7      |
| 24 | Adrian Maciejko       | 18    | 1      | 6      | 7      |
| 25 | Tomasz Rostkowski     | 0     | 0      | 0      | 0      |
| 26 | Grzegorz Rostkowski   | 23    | 6      | 8      | 14     |
| 27 | Mateusz Solon         | 18    | 6      | 5      | 11     |
| 28 | Bryan Świderski       | 15    | 1      | 2      | 3      |
| 29 | Ilja Weczer           | 17    | 1      | 1      | 2      |
| 30 | Patryk Wąsiński       | 24    | 10     | 19     | 29     |
| 31 | Karol Wąsiński        | 24    | 11     | 9      | 20     |
| 32 | Tomasz Wołkowicz      | 15    | 12     | 7      | 18     |
| 33 | Ryszard Zdunek        | 14    | 6      | 1      | 7      |
| 34 | Filip Pesta           | 4     | 0      | 2      | 1      |
| 35 | Jakub Serwiński       | 3     | 2      | 1      | 3      |
| 36 | Oskar Lehmann         | 2     | 0      | 0      | 0      |

- w statystykach uwzględniono bramki zdobyte z rzutów karnych.

### Bramkarze
| Lp | Zawodnik              | S   | SO  | BP | ŚSO   | ŚBP  |
| -- | --------------------- | --- | --- | -- | ----- | ---- |
| 1  | Krzysztof Zborowski   | 486 | 446 | 40 | 34.31 | 3.08 |
| 2  | Michał Strąk          | 683 | 610 | 73 | 40.67 | 4.87 |
| 3  | Kamil Janiszek        | 0   | 0   | 0  | 0     | 0    |
| 4  | Aleksander Holszański | 0   | 0   | 0  | 0     | 0    |

Legenda:

S – liczba strzałów oddanych na bramkę

SO – liczba strzałów obronionych

BP – liczba bramek puszczonych

ŚSO – średnia liczba strzałów obronionych na mecz

ŚBP – średnia liczba bramek puszczonych na mecz

### Bilans spotkań
| Bilans meczów |    |    |    |    |    |    |    |    |    |    |    |    |    |    |    |    |    |    |    |    |    |    |    |    |    |    |    |    |
| Kolejka       | 01 | 02 | 03 | 04 | 05 | 06 | 07 | 08 | 09 | 10 | 11 | 12 | 13 | 14 | 15 | 16 | 17 | 18 | 19 | 20 | 21 | 22 | 23 | 24 | 25 | 26 | 27 | 28 |
| Miejsce       | D  | D  | W  | W  | D  | D  | W  | W  | D  | D  | -  | -  | D  | D  | W  | W  | D  | D  | W  | W  | D  | D  | W  | W  | -  | -  | W  | W  |
| Rezultat      | P  | W  | W  | P  | W  | W  | P  | P  | P  | P  | -  | -  | W  | W  | P  | W  | W  | W  | P  | P  | P  | W  | P  | P  | -  | -  | W  | W  |
| Pozycja       | 5  | 4  | 3  | 3  | 3  | 3  | 3  | 3  | 4  | 4  | 4  | 4  | 4  | 4  | 5  | 5  | 4  | 4  | 4  | 5  | 5  | 4  | 5  | 5  | 5  | 5  | 5  | 4  |

Legenda :       1. miejsce ;       2. miejsce;       3. miejsce; D – Mecze rozgrywany w domu; W – Mecz rozgrywany na wyjeździe; W – wygrana, P – porażka
Źródło : Hokej.net.